# Métallurgie au Pérou préhispanique

Masque Lambayeque.

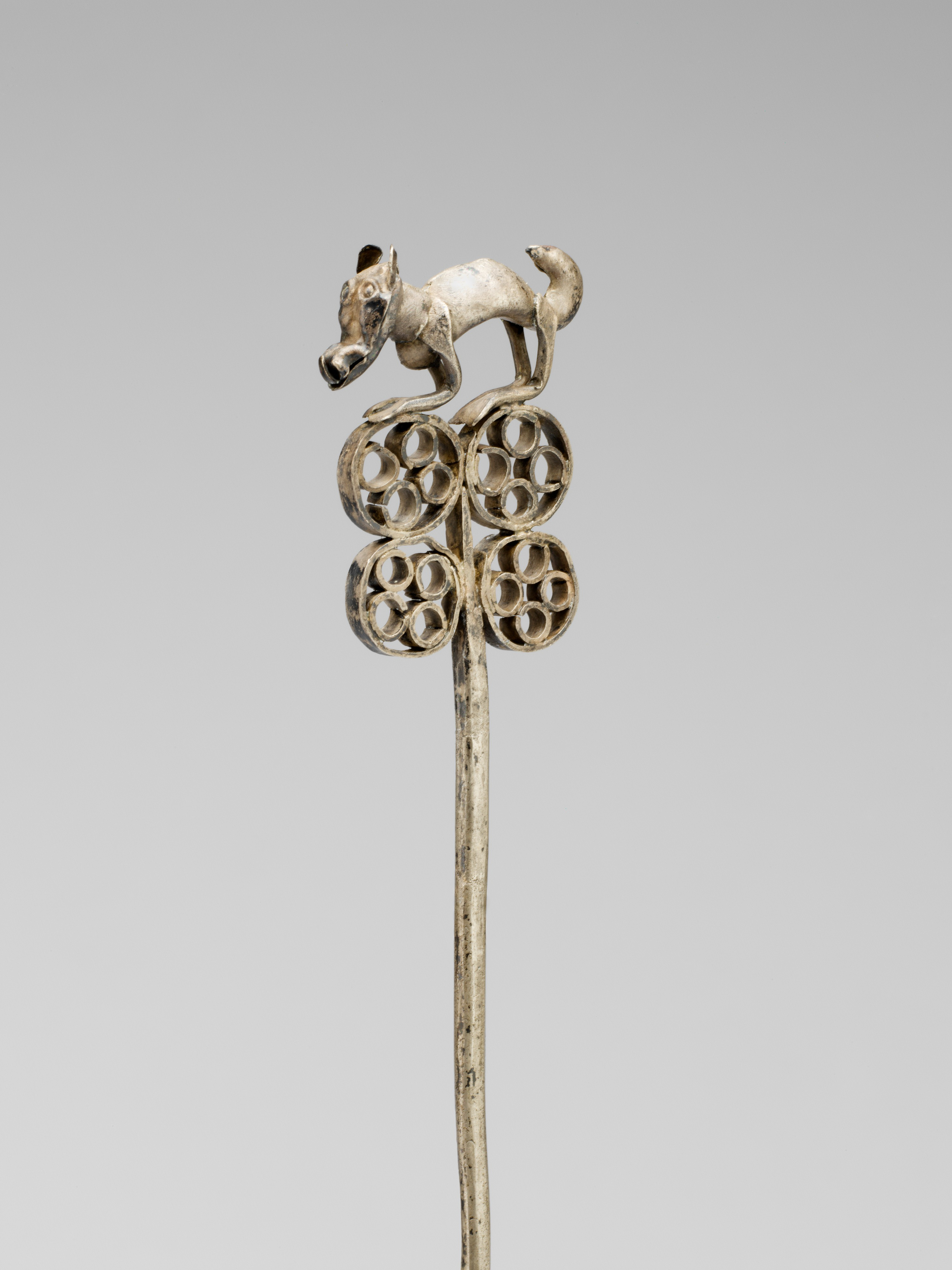
Tête de tupu Chimú - MET de New York.

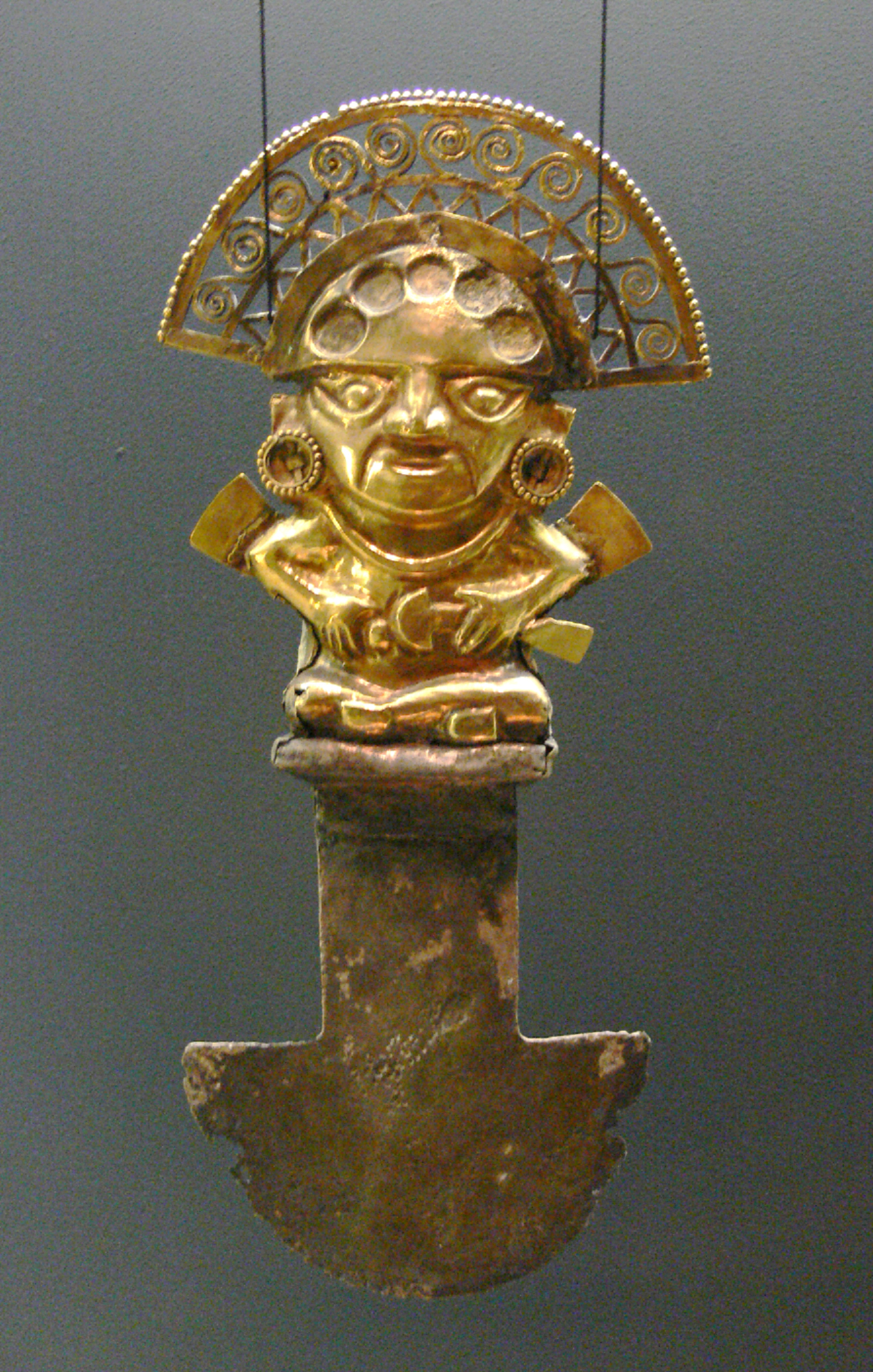
Un tumi Lambayeque (850-1500) ou poignard de cérémonie, pièce emblématique de l'orfèvrerie péruvienne.

La métallurgie au Pérou préhispanique désigne l'extraction et la purification de métaux, la création d'alliages métalliques et l'utilisation de ces matériaux pour fabriquer des outils et des objets en métal, dans la région des Andes centrales en Amérique du Sud avant le premier voyage de Christophe Colomb en 1492.
Le territoire concerné, la région des Andes centrales qui s'étend des actuels Équateur jusqu'à la Bolivie, a été la patrie de l'une des plus importantes traditions métallurgiques du monde et, fait remarquable, cette tradition s'est développée indépendamment, sans aucun contact ni influence venant d'Eurasie.
Concernant les métaux utilisés, on constate une prépondérance du cuivre et de l'or, et dans une moindre mesure d'argent et d'étain. Il est à noter que les Amérindiens ont utilisé localement du platine, inconnu des Européens jusqu'à l'arrivée des Espagnols, mais qu'à de très rares exceptions ils n'ont jamais travaillé le fer.

## Histoire
La période concernée s'étend du premier millénaire av. J.-C. jusqu'à l'anéantissement de l'Empire inca au milieu du XVe siècle. Durant cet espace de temps, la connaissance du travail du métal se répandit depuis le centre de sa découverte au Pérou et en Bolivie, puis vers le sud au Chili et en Argentine et aussi vers le nord pour atteindre la Colombie et la Mésoamérique au début de notre ère et enfin vers le Mexique au IXe siècle. Il est toutefois avéré que les Amérindiens ont utilisé des métaux disponibles à l'état natif dans les temps encore plus anciens, puisque en 2008 des objets en or datant d'il y a environ 4 000 ans ont été retrouvés dans les Andes aux environs du lac Titicaca.
Mais, sur la zone concernée du Pérou - ou plus précisément de l'Empire Inca - les populations, capable de travailler à partir de métal pur, y ont en outre développé une métallurgie complète, à partir de minerais et en utilisant à dessein des alliages métalliques.
À l'époque de la conquête espagnole, la tradition métallurgique des Andes centrales existait donc depuis plus de deux mille ans. Durant cette longue période, de nouveaux alliages et de nouvelles techniques de fabrication se sont incorporés au répertoire, des styles régionaux émergèrent et disparurent, des empires politiques naquirent et moururent.

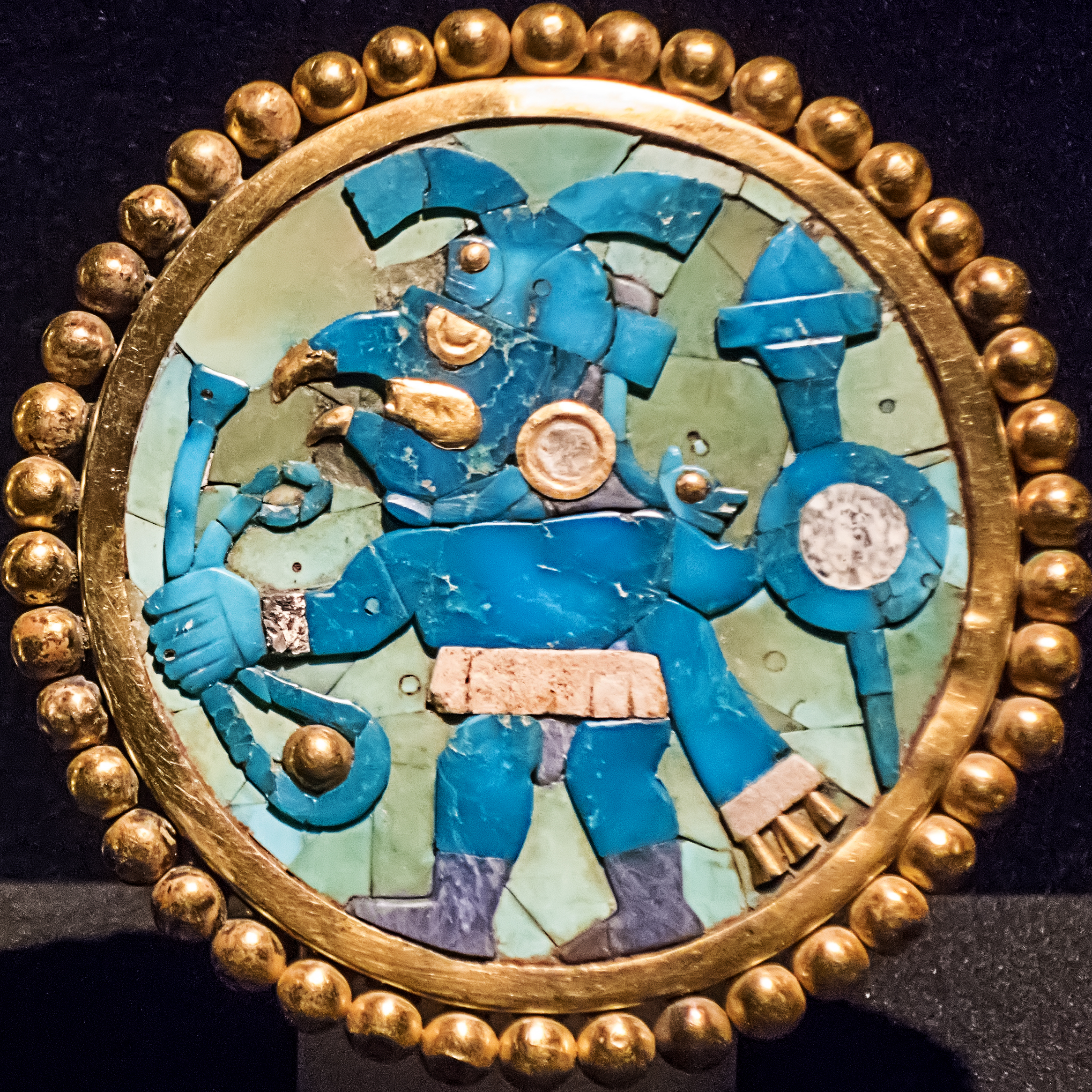
Cache-oreille en or mochica (VIIIe siècle) Musée Larco. Lima - Pérou

Mais il existe une continuité essentielle sous-jacente à tous ces changements car certaines formes en métal, telles les tupus (épingles de vêtements), les tumis (couteaux transversaux), les masques faciaux et les ornements d'oreilles tubulaires à disques frontaux, sont typiquement andines et, indépendamment des styles régionaux, elles demeurèrent populaires pendant plus de mille ans.
La coutume d'ajouter une décoration peinte sur la surface des objets en métal est un autre trait caractéristique andin, ainsi qu'un goût prononcé pour les incrustations et les mosaïques de pierres colorées et de coquillages. Cette attirance pour les combinaisons de l'or et de l'argent avec d'autres matériaux précieux est virtuellement absente hors des frontières de l'empire inca.
Bien que l'on puisse parler d'une tradition typiquement andine du travail des métaux, celle-ci n'est ni uniforme ni immuable sur toute la zone concernée. Les préférences esthétiques firent l'objet de modes et des styles d'artisanat locaux émergèrent dans différentes régions du Pérou. Cependant, par dessus tout, une continuité se reflète dans la technologie, dans les attitudes culturelles vis-à-vis des métaux eux-mêmes et dans la manière dont les matériaux bruts pouvaient être utilisés.
Le travail du métal en Amérique du Sud a donc émergé dans une région à cheval sur les actuels Pérou, Bolivie, Chili et Argentine ; le cuivre et l'or étaient martelés pour former des objets aux formes complexes, principalement à des fins esthétiques,. De récentes fouilles ont permis de faire remonter les premiers objets en or à environ 2100 av. J.-C., et les plus vieux objets en cuivre à une période comprise entre environ 1430 av. J.-C. et 1100 av. J.-C.. Ceux-ci ont été produits par une société connaissant de nombreux changements d'ordre social ou économique, mais qui était encore largement nomade et ne produisant pas d'excédent alimentaire.
Cela contraste avec la représentation courante de la métallurgie comme ne pouvant émerger que dans une société produisant suffisamment de surplus pour nourrir une élite. Plutôt que le fruit d'une société hiérarchisée, l'or s'inscrirait donc dans le processus même de développement des sociétés amérindiennes. On trouve des objets de ce type sur les sites archéologiques issus entre autres de la culture Chavín et ils se seraient répandus le long des Andes il y a un peu moins de 3 000 ans.
Contrairement aux autres traditions métallurgiques que l'on retrouve à travers le monde, les métaux sud-américains furent jusqu'à l'avènement de la civilisation inca utilisés préférentiellement pour fabriquer des objets précieux indicateurs d'un statut social élevé plutôt que pour faire des armes ou des ustensiles courants. Il y a environ 2 500 ans on note une maîtrise technique impressionnante des objets en or produits dans les Andes : les orfèvres étant capables de souder ensemble des pièces métalliques distinctes. C'est aussi à cette époque qu'on commence à utiliser l'électrum.
La métallurgie semble avoir émergé simultanément dans deux régions différentes dans la zone frontalière entre le Pérou et l'Équateur, où les Amérindiens auraient même travaillé le platine bien avant sa découverte par les Européens, ; et plus au sud sur l'Altiplano où l'on a retrouvé des scories indiquant l'existence d'une technique de fusion des sulfures de cuivre datant de près de 2 500 ans,, le minerai en lui-même étant sans doute originaire du sud de la frontière entre la Bolivie et le Chili. Les traces d'une métallurgie basée sur la fusion complète des métaux n'apparaissent cependant qu'avec la culture Moche (côte nord du Pérou, sur une période comprise entre 200 apr. J.-C. et 600 apr. J.-C.).
Les minerais étaient extraits au pied des Andes, mais on ignore si cette extraction était effectuée par des esclaves ou par des travailleurs spécialisés. Ces minerais étaient ensuite vraisemblablement fondus directement dans les environs des mines, avant que les lingots qui en résultent soient envoyés dans les villes pour être mis en forme dans des ateliers spécialisés, ateliers qui se trouvaient dans les quartiers administratifs des villes ce qui montre la valeur qu'ils revêtaient aux yeux des Amérindiens. Les techniques utilisées pour le travail du métal ont pu être retrouvées grâce à l'étude de tessons de poterie représentant les divers procédés mis en œuvre. La fonte des métaux s'opérait dans des fourneaux en briques équipés de trois soufflets, et qui permettaient d'atteindre de hautes températures.
La métallurgie a ensuite essaimé vers le nord en Colombie puis au Panama et au Costa Rica, atteignant finalement le Guatemala et le Belize vers 800.

## Technologies et métaux utilisés

### Les techniques

#### La «chaudronnerie»
Contrairement aux régions situées plus au nord (où prédominent les délicates petites pièces coulées), les orfèvres péruviens donnèrent une nette préférence au martelage pour donner la forme désirée aux pièces en métal. La plupart des objets, sans tenir compte de leur fonction ou de leur ancienneté, sont travaillés sur formes. On pourrait parler ici de chaudronnerie.

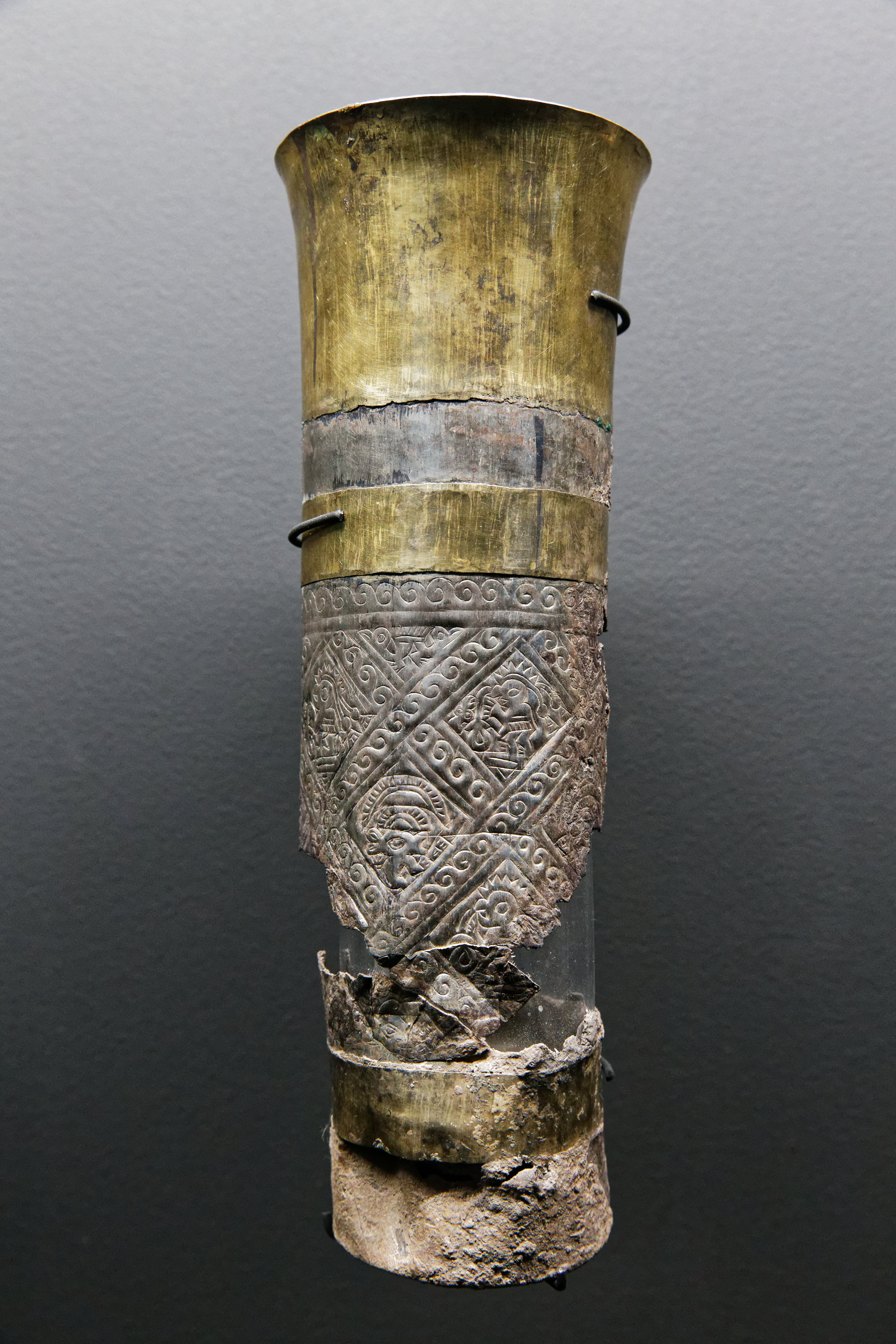
Vase bimétallique or et argent - Lambayeque vers 1100-1400 - Musée du quai Branly - Paris

Les outils quotidiens de cuivre ou de bronze subissaient un traitement à froid suivi d'un recuit, ou alors, ils étaient forgés à chaud. Les métaux précieux, comme l'or et l'argent et une grande variété d'alliages, étaient battus en feuilles dont la finesse et la régularité peuvent se comparer aux produits de nos usines modernes. Cette feuille de métal était alors découpée, courbée et roulée suivant les besoins, pressée autour d'une forme ou dans un moule pour produire des séries d'objets aux formes identiques qui étaient, ensuite, décorés par estampage, incision, ou ornés de dessins tracés sur la surface.
Les feuilles de métal se prêtent facilement à la production de grands objets prestigieux (masques, couronnes, diadèmes, pectoraux, insignes cérémoniels, plats et coupes) mais la même technologie était employée également pour de petits objets comme des figurines, des perles délicates, des ornements de nez, des épingles et des bagues. Beaucoup de ces objets étaient fabriqués à partir de morceaux de feuilles de métal préformés qui étaient reliés mécaniquement (par pliage, sertissage, laçage, au moyen d'agrafes, par l'usage de languettes et d'entailles) ou par « soudure ». Aux formes de base, les orfèvres péruviens ajoutaient alors des sequins pendant librement ou des pendeloques qui tintaient et captaient la lumière au moindre mouvement.
Comme l'écrit la scientifique et archéologue Heather Lechtman (en) du MIT, le métal est travaillé en tant que solide et non en tant que liquide, et les objets étaient "construits" plutôt que sculptés ou modelés. Cette préférence pour le métal en feuille est conditionnée culturellement et n'est pas inhérente aux propriétés des alliages eux-mêmes. Elle n'est pas non plus le résultat d'un manque de connaissance ou d'alternative. Quand ils le souhaitaient, les forgerons andins se montraient compétents dans toutes les techniques de base du coulage et il faut garder à l'esprit que même les feuilles étaient fabriquées à partir de lingots et, fréquemment, d'alliages.

#### Le moulage
Même dans leur procédé de moulage, les Péruviens employaient des dispositions originales. À l'inverse du reste du Nouveau Monde, la méthode de coulage des métaux en vigueur au Pérou utilisait principalement des moules. Des moules ouverts ou des moules bivalves servaient à confectionner les outils simples comme la hache, le ciseau, la houe, la massue, etc. fabriqués avec du cuivre ou l'un de ses alliages. Pour des formes plus complexes et en trois dimensions, notamment les figurines massives de la période inca, on utilisait des moules à pièces multiples.

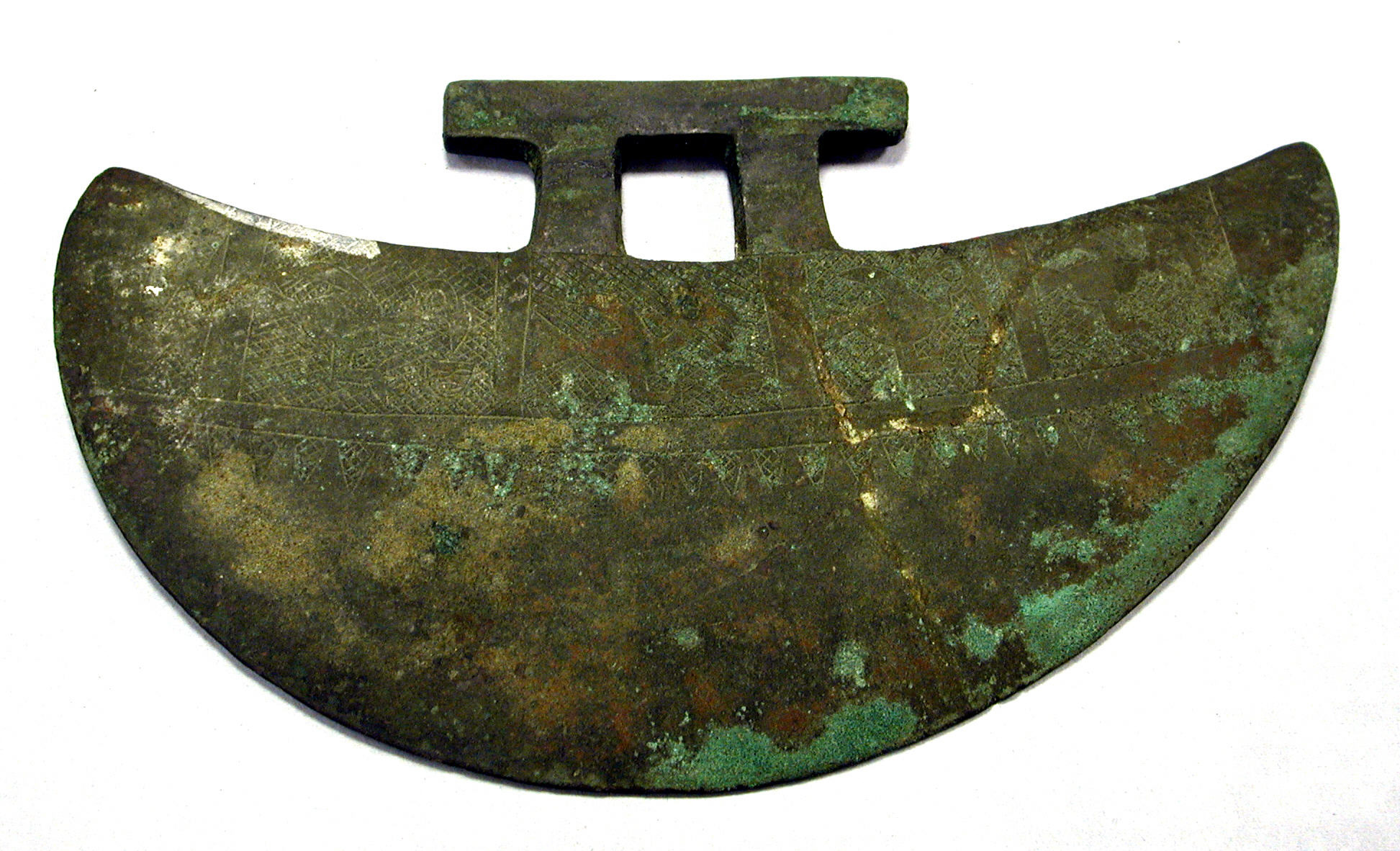
Hache de cuivre, moulée et gravée - MET New York

Cet usage des moules en Amérique préhispanique est très rare en dehors du monde andin. Plus au nord, depuis la Colombie jusqu'au Mexique, la technique utilisée était celle de la cire perdue, où le forgeron commençait par faire un modèle en cire de l'objet souhaité. Le modèle était ensuite badigeonné de barbotine (argile semi - liquide), puis toute la pièce était enveloppée dans un épais manteau d'argile poreuse ou d'argile mélangée à du charbon. Une cheminée traversait le manteau de manière telle que lorsque le tout était chauffé, la cire fondue pouvait s'écouler vers l'extérieur. Pendant que le manteau conservait encore la chaleur du brasier, le métal fondu y était versé pour prendre la place de la cire. Après refroidissement, le manteau était cassé pour en extraire l'objet terminé, réplique exacte en métal du modèle en cire. Les moulages à la cire perdue de cette sorte étaient rares, peut-être parce qu'il était difficile de se procurer une cire convenable; les abeilles américaines sans dard ne sont pas originaires des Andes ni des vallées de la côte du Pacifique. Cette technologie n'en n'était pas moins connue des artisans mochicas des premiers siècles de notre ère et fut intensivement utilisée pendant des siècles pour la fabrication des têtes de sceptres cérémoniels et les ornements de cuivre, juste avant la conquête inca.
Les Moche avaient d'ailleurs déjà pleinement développés la fonte de ces métaux. Les minéraux de cuivre ont été extraits dans des dépôts superficiels sur les contreforts des Andes par des forgerons ou des marchands, où l'on pense qu'il a été fondu dans des endroits proches, mis en évidence dans des artéfacts métalliques et aussi dans des récipients en céramique qui décrivent le processus. On pense que la fusion a été réalisée avec des fours en adobe ou en pierre, avec au moins trois tubes d'oxygénation qui étaient nécessaires pour fournir le flux d'air indispensable pour atteindre des températures élevées. Les lingots ainsi obtenus étaient ensuite transportés vers des forges spécialisées près de la côte.

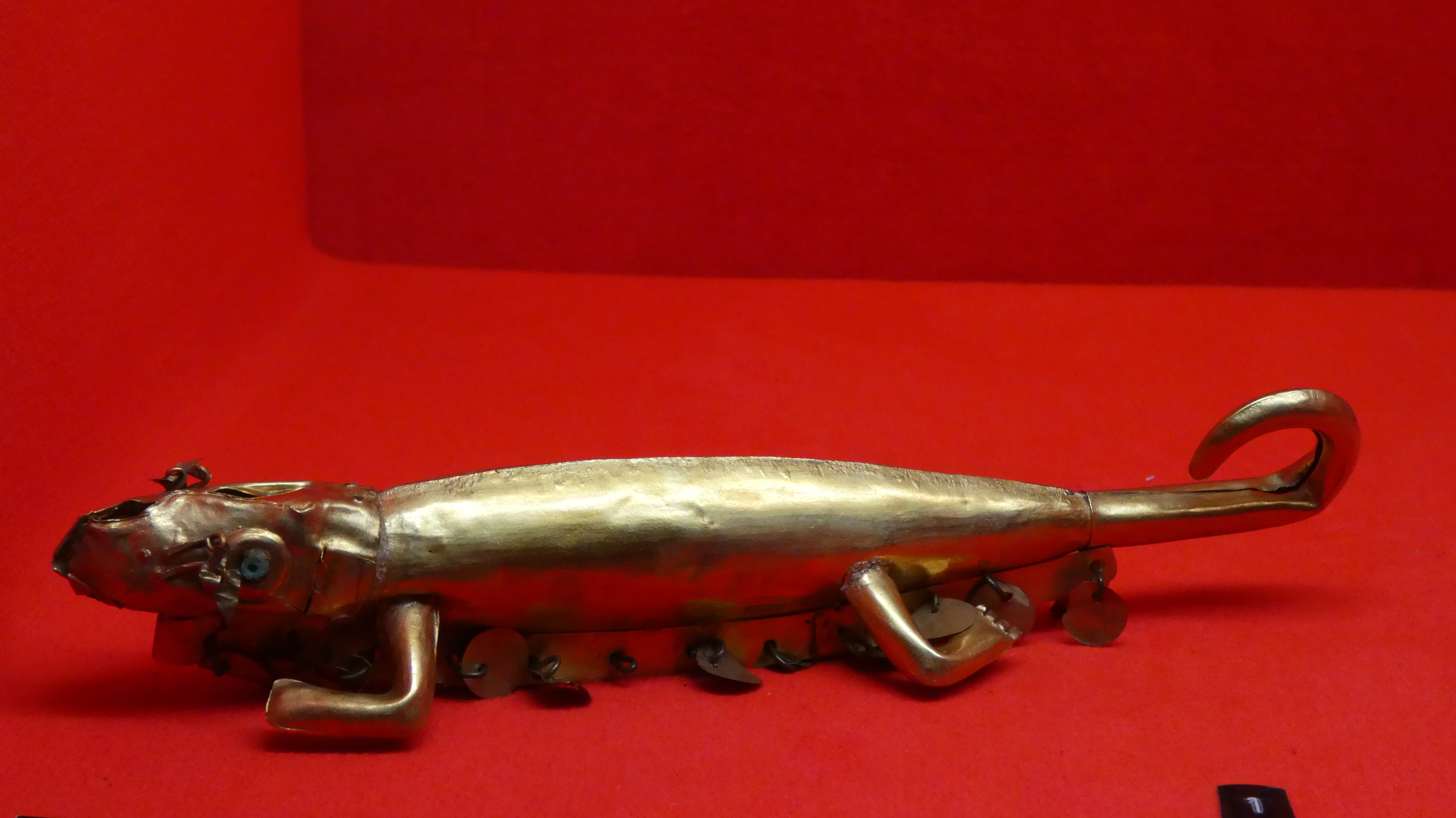
Différents modes d'assemblages pour cette pièce du Musée de l'or du Pérou et des armes du monde de Lima.

#### L'assemblage
Tous les objets fabriqués à partir de morceaux de feuilles de métal préformés étaient assemblés mécaniquement par pliage, sertissage, laçage, au moyen d'agrafes, par l'usage de languettes et d'entailles, ainsi que par soudage ou brasage.
Un alliage cuivre-argent, commun à partir de la période mochica jusqu'à la conquête espagnole, ou l'alliage de cuivre et d'or (ou tumbaga) donnaient de bonnes soudures. La température nécessaire était atteinte par le soudeur en soufflant par de très fins tuyaux de cuivre afin de concentrer l'apport d'oxygène sur la zone à faire fondre.

### Les alliages
La métallurgie péruvienne est remarquable, avant tout pour l'utilisation d'alliages sophistiqués. Le fer était inconnu en Amérique précolombienne, mais l'or, l'argent, le cuivre, l'étain et le plomb étaient d'un usage courant. Le cuivre, pur ou sous forme d'alliage, était le métal le plus employé par les gens du peuple et était utilisé pour l'outillage agricole, les aiguilles, les pinces à épiler, les haches, les armes et les colifichets bon marché. À la différence de l'or et de l'argent, le cuivre n'était pas un monopole d'état, et les zones d'artisanat comprenant des moules, des scories de métal, des fours et des débris d'objets manufacturés ont été fouillées dans tous les sites archéologiques des Andes.
Dans l'histoire de la métallurgie péruvienne, deux alliages différents à base de cuivre avaient une importance fondamentale.

#### Bronze à l'étain
Dans le sud des Andes, le vrai bronze (alliage de cuivre et d'étain) était d'usage courant vers 600 apr. J.-C. L'étain, était facilement disponible sous forme de cassitérite (oxyde d'étain) au sud du Pérou, au nord de la Bolivie et aux frontières de l'Argentine, à la fois sous forme de placer et de filons. D'après les analyses, la cassitérite devait être fondue pour produire l'étain sous forme métallique, étain qui était alors mélangé avec le cuivre pour former du bronze. Le bronze à haut pourcentage d'étain (généralement 10 à 13 %) était utilisé pour les pièces coulées à cause de sa plus grande solidité et sa malléabilité. Le bronze à faible taux d'étain (contenant 5 % d'étain) est plus ductile et peut être plus facilement travaillé à froid sans devenir cassant; il était cependant préféré pour les feuilles de métal et pour les objets qui étaient martelés et chaudronnés.

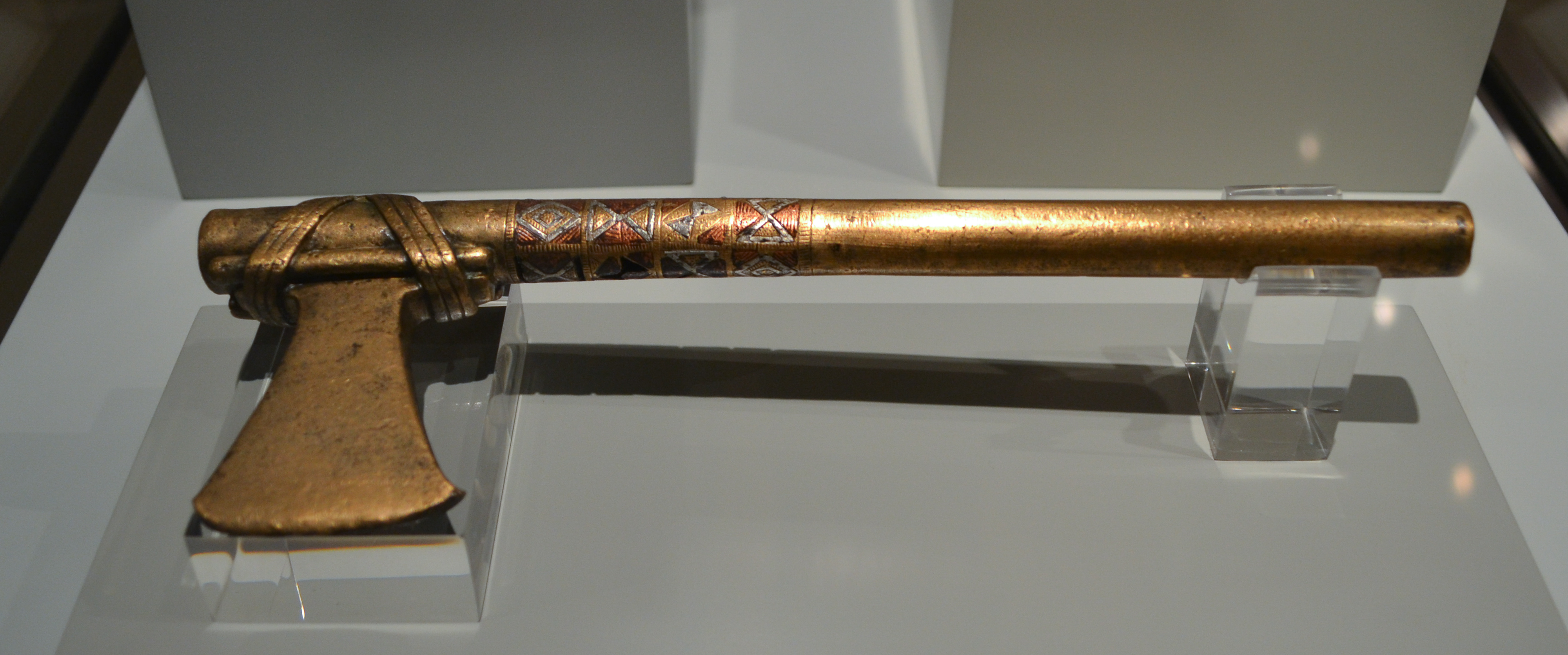
Hache de bronze coulée d'une seule pièce, décorée d'incrustations d'argent et de cuivre - Museo de América - Madrid - Espagne.

#### Bronze arsénié
Dans le nord des Andes où il n'y avait aucune source d'étain, un second alliage de bronze à base d'arsenic (cuivre et arsenic) s'est développé durant les premiers siècles de notre ère et a été utilisé à échelle industrielle à partir de 900 apr. J.-C. jusqu'à l'époque de la conquête de cette région par les Incas. Cet alliage avait une belle couleur dorée, pouvait être coulé et s'avérait également excellent pour être forgé; il était durable, facile à travailler à froid avec quelques recuits et il était aussi solide que le bronze à base d'étain. Dans le nord, il devint le matériau de base pour les outils et les objets quotidiens, mais il fut rarement utilisé pour les objets faits de grandes feuilles de métal; il n'a jamais été un alliage important pour les bijoux,.

#### Cuivre-argent
Une des caractéristiques prédominantes de la métallurgie andine concerne les surfaces autant que les formes pures. Les objets en feuilles de métal offraient de grandes surfaces à montrer et les alliages étaient choisis pour exploiter simultanément leurs propriétés mécaniques et leurs valeurs de couleur. Au Pérou, la production d'argent a toujours dépassé celle de l'or, et l'argent était utilisé en tant que tel ainsi qu'en alliage avec l'or ou avec le cuivre. Les différentes combinaisons de ces trois métaux donnèrent naissance à un large éventail de possibilités techniques et esthétiques.
L'alliage cuivre-argent existait dès 700 av. J.-C. et se répandit communément à partir de la période mochica jusqu'à la conquête espagnole. Cet alliage donne de bonnes soudures et il est robuste et solide quand on le bat en feuille. Dans les alliages contenant un taux minimal de 10 % d'argent, le procédé de martelage répété et de recuits (chauffant le métal à rouge) enlève plus de cuivre par oxydation, laissant en surface une couleur d'argent brillant. En analysant beaucoup de pièces en "argent" du Pérou ancien, on découvre qu'elles sont faites d'un alliage de cuivre et d'argent.

#### Cuivre-or
L'alliage de cuivre et d'or (ou tumbaga) durcit au martelage mais garde sa flexibilité et convient bien au travail en feuille. L'alliage de ces deux métaux donne de bonnes soudures. On peut obtenir différentes valeurs de rouges en variant les proportions de cuivre et on peut donner aux objets en tumbaga une surface dorée par le procédé de dorure par déplétion (voir plus bas). Puisque l'or contient souvent de l'argent en tant qu'impureté naturelle, les alliages de tumbaga se classent parmi les vrais alliages ternaires dans lesquels l'argent est délibérément ajouté à l'or et au cuivre. L'alliage qui en résulte est d'un rose soutenu quand il est coulé, mais peut être manipulé pour produire surfaces de couleur dorée ou argentée. Le jaune pâle même verdâtre, couleur que possèdent beaucoup de bijoux péruviens, provient de la présence de l'argent. En jonglant avec la composition du métal et le traitement de la surface, une palette étendue de diverses couleurs "or" peut être obtenue. Bien que les artisans péruviens travaillant le métal aient été très conscients des propriétés des alliages, c'est un ensemble d'attitudes culturelles qui donne à la métallurgie des Andes centrales ses qualités individuelles.

### Les traitements de surface
D'après H. Lechtman, pour les peuples des Andes, les métaux transportaient et révélaient le contenu ou le message de statut de richesse et de pouvoir politique et renforçaient le pouvoir effectif des objets religieux.

« Depuis les premières apparitions du travail du métal chez les populations andines, jusqu'à la période de la conquête de l'empire inca par les Espagnols, les deux couleurs dominantes du spectre métallique étaient l'or et l'argent. Dès que la couleur devint le point central d'intérêt, intervint la métallurgie des surfaces parce que la couleur d'un objet métallique apparaît sur sa surface et l'objet peut avoir à la surface une couleur qui diffère totalement de la couleur de sa masse interne. »

La métallurgie péruvienne était, par conséquent métallurgie de transformation des surfaces. Beaucoup d'objets péruviens qui semblent, à première vue en or sont, en fait, en alliages enrichis à la surface par quelque procédé de dorure. Les techniques de dorure peuvent être divisées en deux grandes catégories :
1. celles qui déposent une couche d'or sur une surface métallique de quelque composition qu'elle puisse être (par exemple, de la dorure à la feuille, de la dorure par fusion, du placage),
2. la dorure par déplétion, possible uniquement avec un alliage contenant déjà de l'or et qui agit en ôtant de la surface des objets, les métaux les moins nobles tout en laissant l'or intact.

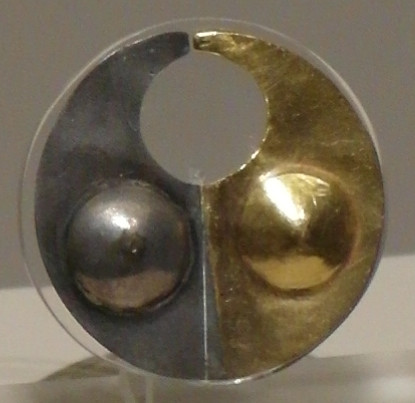
Ornement de nez bimétallique or et argent - Art Mochica.

#### Dorure à la feuille
Dans la première catégorie, la technique la plus directe est celle de la dorure à la feuille qui consiste à lier mécaniquement une mince couche d'or malléable à une couche sous-jacente d'un autre métal. Dès que la feuille tient en place, on peut chauffer l'objet en entier de manière à produire une réaction qui fournit un nouvel alliage entre les deux faces des métaux, alliage qui sert de lien solide et permanent.

#### Dorure par fusion
La dorure par fusion ou dorure par bain est un procédé plus complexe par lequel le métal fondu (habituellement un alliage d'or ou d'argent avec un point de fusion extrêmement bas) est appliqué sur la surface propre d'un objet composé de cuivre ou d'un alliage riche en cuivre. Si l'ornement devait être revêtu complètement, on pouvait le plonger dans un bain d'or fondu ; si une face seulement devait être traitée, le revêtement pouvait être étendu à la main. Dans l'un ou l'autre cas, une liaison solide se forme et les surfaces peuvent encore être enrichies par le procédé de la dorure par déplétion pour ôter le cuivre excédentaire. La dorure par fusion est rare au Pérou ; elle demande un contrôle précis des alliages et de leurs points de fusion et demande beaucoup d'or en comparaison de la dorure par déplétion. Le lieu d'invention de cette technique est toujours inconnu. Elle était utilisée à la fois pour la dorure et l'argenture le long des côtes de l'Équateur avant l'expansion de l'empire inca et, au Pérou, elle peut avoir été employée par les orfèvres Vicús.
C'est cette technique de travail du métal Moche-Vicùs qui produisit le plus grand étonnement vers le milieu des années 1970. En examinant un ensemble d'objets en feuilles de cuivre corrodé de Loma Negra, des chercheurs du Massachusetts Institute of Technology notèrent que le cuivre avait été à l'origine recouvert d'une couche d'or ou d'argent, si fine et si régulière qu'elle semble être le produit du procédé actuel de revêtement par galvanoplastie. L'analyse tend à prouver que l'effet était obtenu par une technique de placage qui remplace ici l'électrochimie, en faisant usage de solutions contenant des mélanges de minéraux corrosifs accessibles aux artisans andins mais ne requérant aucune source extérieure de courant électrique.

#### Dorure par déplétion
Toutes les méthodes de dorure citées ci-dessus concernent une couche d'or que l'on dépose sur un objet fait de métal différent. La déplétion (du latin depletio = vidage), cependant, opère de manière diamétralement opposée, non pas en ajoutant un nouveau matériau, mais en retirant de la surface un des métaux de base de l'alliage contenant déjà de l'or. Lechtman a étudié les techniques utilisées dans le nord du Pérou pour produire des surfaces dorées sur les objets faits d'un alliage de cuivre et d'argent contenant un pourcentage d'or.
Pendant le martelage et le recuit de la feuille de métal, il se forme à la surface de l'objet un oxyde de cuivre que l'on ôte avec un mélange d'acide doux. Cette réduction de la teneur en cuivre laisse une couleur argentée à la couche de surface, contenant un peu d'or en tant que constituant mineur. Le stade suivant comporte une méthode pour retirer l'argent et laisser une "dorure par déplétion" riche en or à la surface. Ceci peut être achevé par un procédé apparenté à la coupellation (en l'occurrence, en chauffant l'alliage dans un creuset fait de sel et de poussière d'argile mouillée d'urine) ou en utilisant un bain d'acide.
Puisque les anciens Péruviens ne possédaient pas d'acide distillé, ils ont dû utiliser une solution contenant des minéraux corrosifs (comme le sulfate de fer ou le sulfate de cuivre) que l'on trouve abondamment dans le désert de la côte. Dissous dans l'eau et en y additionnant du sel et de l'alun, ces minéraux sont capables de retirer à la fois le cuivre et l'argent pour laisser une surface riche en or. La qualité et la finesse de la couche d'or dépend de la température et de la durée du traitement, aussi bien que de la force de la mixture acide. La méthode convient parfaitement bien pour les alliages ternaires à haute teneur en argent et aussi pour le tumbaga (or et cuivre). Les expériences de laboratoire ont démontré que des alliages contenant à peine 12 % d'or pouvaient être dorés par déplétion.
Le choix des alliages et des traitements des surfaces permettaient aux artisans de produire une variété de tons dans les catégories "or" et "argent", et de combiner ceux-ci dans les objets à deux métaux de couleurs contrastées. Toutes ces techniques étaient pleinement développées dans la région de la côte nord du Pérou un millier d'années avant la naissance de l'empire inca.

## Contextes historiques et culturels de la métallurgie du Pérou
Bien que nous puissions parler d'une tradition typiquement andine du travail des métaux, celle-ci n'est ni uniforme ni immuable. Les préférences esthétiques firent l'objet de modes et des styles d'artisanat locaux émergèrent dans différentes régions du Pérou. Il est donc important d'étudier le développement de la métallurgie des Andes centrales dans les divers contextes historiques et culturels.

### Les principales civilisations du métal péruviennes
Aux nuances de bleus et de violets correspondent les peuples des régions côtières.

Aux couleurs chaudes (oranges, rouges, marrons) correspondent les peuples des régions andines.

### Période Initiale et Horizon ancien: la première métallurgie.
En comparaison avec le Vieux Monde, la métallurgie - comme le peuplement d'ailleurs - s'est développée assez tardivement en Amérique. Les traces les plus anciennes du travail du métal en Amérique latine proviennent du site de Waywaka, dans les hauts plateaux du centre sud du Pérou, où Grossman en 1972 découvrit de minuscules fragments de feuilles d'or datant de 1500 av. J.-C. Durant les mêmes fouilles, on découvrit un outillage d'orfèvre consistant en trois marteaux de pierre cylindriques et une enclume de pierre en forme de champignon. On ignore si ces copeaux de feuilles étaient martelés au départ de pépites d'or natif ou à partir de lingots d'or. Waywaka est une découverte isolée et nous il n'y a pas actuellement d'autre exemple certain de travail du métal jusqu'à la période Chavín, quelques siècles plus tard.

#### Les métallurgistes Chavín
La culture de Chavín est une civilisation précolombienne (Xe siècle av. J.-C. au IIe siècle av. J.-C.) considérée comme l'une des cultures mères des civilisations andines. Elle doit son nom au village de Chavín de Huántar, au Pérou, où les ruines les plus significatives ont été retrouvées.
Presque tous les objets en métal Chavín proviennent de riches tombes: Chongoyape, dans la vallée de Lambayeque, un site inconnu situé quelque part dans les hauts plateaux septentrionaux et Kuntur Wasi à Cajamarca. Les deux premiers sites ont été pillés mais, à Kuntur Wasi, la mission archéologique japonaise trouva trois tombeaux intacts.
- Le premier contenait un seul corps avec une couronne en feuille d'or, trois vases Cupisnique, trois grandes conques marines et des bijoux de pierre bleu vert ;
- le second enfermait une autre couronne d'or, deux pectoraux en forme de H, deux plaques rectangulaires, de la poterie et des perles de pierre;
- la troisième sépulture contenait des objets en pierre et des céramiques et deux ornements d'oreilles en or massif.

Ensemble, les découvertes de ces trois sites définissent le style de la joaillerie Chavín. Toutes les pièces sont des objets somptueux élaborés à partir de feuille martelée: couronnes, diadèmes, ornements de nez, ornements d'oreilles, perles, gorgerins, épingles, cuillères et pinces pour épiler le visage. Beaucoup de ces articles sont décorés de motifs caractéristiques de l'art Chavín (jaguars stylisés, serpents, êtres mythiques) et certains objets portent encore des traces de peinture rouge ou noire.

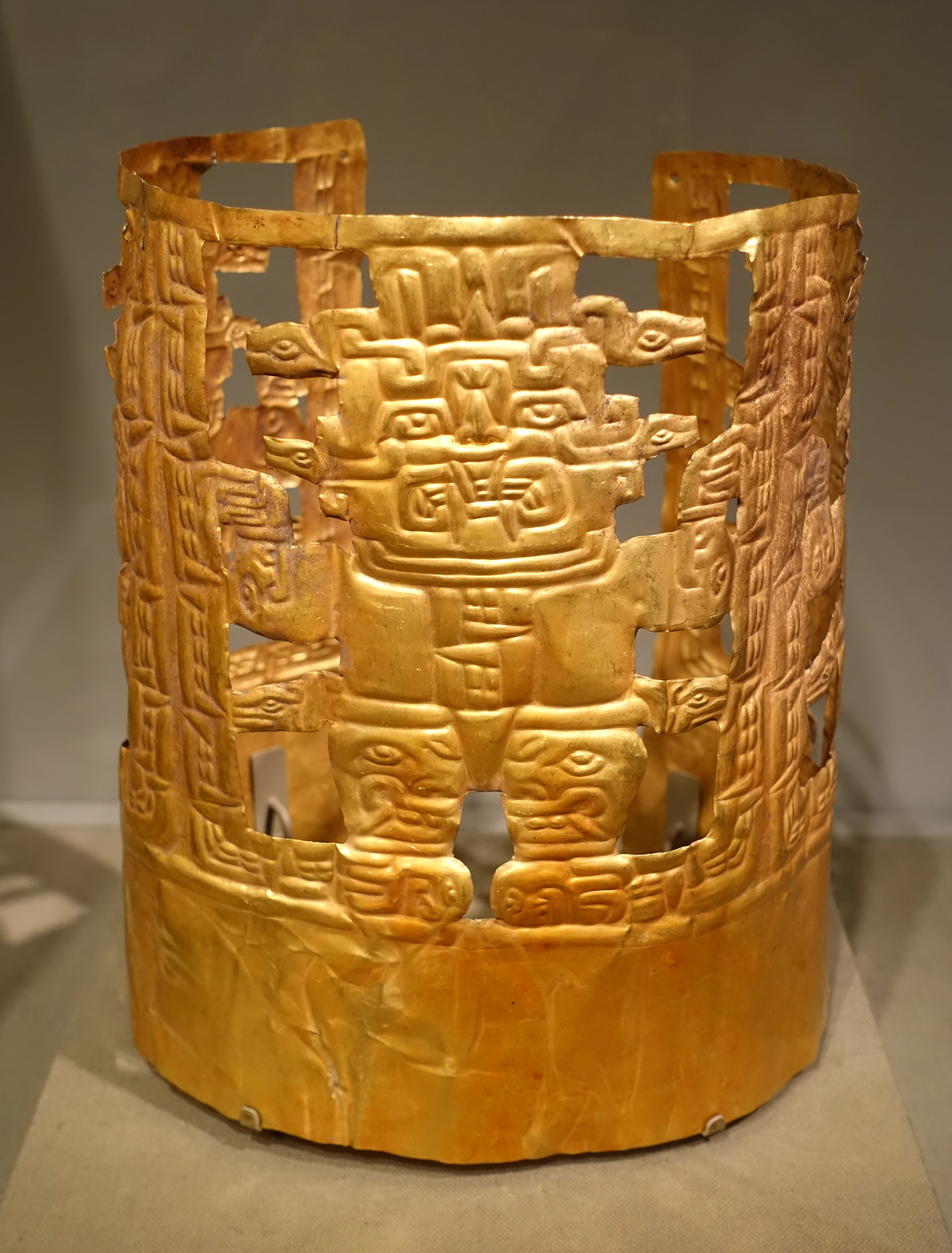
Couronne d'or Chavín (au)

Les feuilles de métal étaient découpées, pliées et roulées, bosselées et pressées en forme. Des représentations d'êtres humains et d'animaux en trois dimensions étaient fabriquées par assemblage des différents éléments préformés et certains de ces objets étaient composés de deux métaux distincts. L'une des plus belles pièces de cette catégorie est une cuillère en or décorée d'une figure humaine accroupie creuse (contenant une bille de hochet), soufflant dans une conque marine en argent. Les quelques analyses de travail du métal Chavín sont publiées par Lothrop (1951). Trois spécimens - une perle, un petit crabe et un morceau de feuille - étaient en or pur. Une tête d'épingle de Chongoyape se révéla être en argent contenant 26 % d'or et certains objets des hauts plateaux étaient en or avec une bonne proportion d'argent et un peu de cuivre. Du fil de cuivre de la période Chavin ou plus ancien provient de Pacopampa et un disque de cuivre, peut-être doré, de Puémape. Enfin, une perle en alliage cuivre-argent dont la surface est enrichie, provient de Malpaso, dans la vallée de Lurín, sur la côte centrale, avec une datation de 700 apr. J.-C.
Nous n'avons aucune information en ce qui concerne les aspects non-funéraires de la métallurgie Chavín mais à la fin de l'Horizon ancien, les traits dominants de la tradition andine de la feuille de métal avaient déjà fait leur apparition. Le coulage peut aussi avoir été employé, pour peu que le félin en argent coulé du Musée Nacional de Lima soit correctement attribué à cette période.

### Intermédiaire ancien
À cette époque, le territoire péruvien était divisé en nombreux petits états régionaux, chacun d'entre eux  avait sa propre sphère d'influence et son propre style artistique.

#### Salinar et Gallinazo
Sur la côte nord, le style régional Chavín fut suivi successivement par les productions Salinar et Gallinazo. Salinar initialement défini par l'archéologue Rafael Larco Hoyle (1944) est une culture qui s'est développée dans la zone côtière des départements actuels d'Áncash et de La Libertad entre 500 av. J.-C. et 300 apr. J.-C. alors que la culture Virú, également appelée Gallinazo, s'est développée sur la côte nord entre l'an 200 av. J.-C. et l'an 350 de notre ère.
Les sites de Salinar ne contenaient pas beaucoup de matériel significatif, mais de la phase Gallinazo, il a été trouvé une quantité substantielle de cuivre (doré dans certains cas) ainsi que de l'or ce l'argent. Ces découvertes comprennent également des objets de la vie quotidienne tels des pinces à épiler, des épingles, du fil métallique, des bracelets, des perles et un couteau.

#### Les orfèvres Mochicas
Avec le développement du royaume mochica entre l'an 100 et l'an 700 ap. J.-C., le métal devient abondant dans les rapports archéologiques. Les anciennes découvertes comportent beaucoup de sortes d'objets figurant dans les scènes peintes ou modelées des poteries mochicas: ornements de tête avec la face du « Dieu-aux-Crocs » Ai apaec, des turbans en feuilles de métal en forme de têtes de renards, et aussi des ornements de nez, des plaques dorsales, des hochets, des coupes à pied et une superbe série d'ornements d'oreilles incrustés de mosaïque de pierres et de coquillages.
Les objets figuratifs décrivent les thèmes familiers de l'art mochica: guerriers avec frondes ou javelots, figures de procession, scènes de décapitation et têtes-trophées, hiboux et oiseaux de proie, des lézards et des monstres-dragons. Les figures en ronde-bosse étaient réalisées en joignant les différentes parties de feuilles de métal, mises probablement en forme sur des modèles en bois ou en cuivre. Les ciseaux de cuivre étaient ornés de scènes sculptées en miniature, obtenues par coulage, qui nous montrent des prisonniers entravés, des êtres humains et des représentations de divinités.

Art mochica.
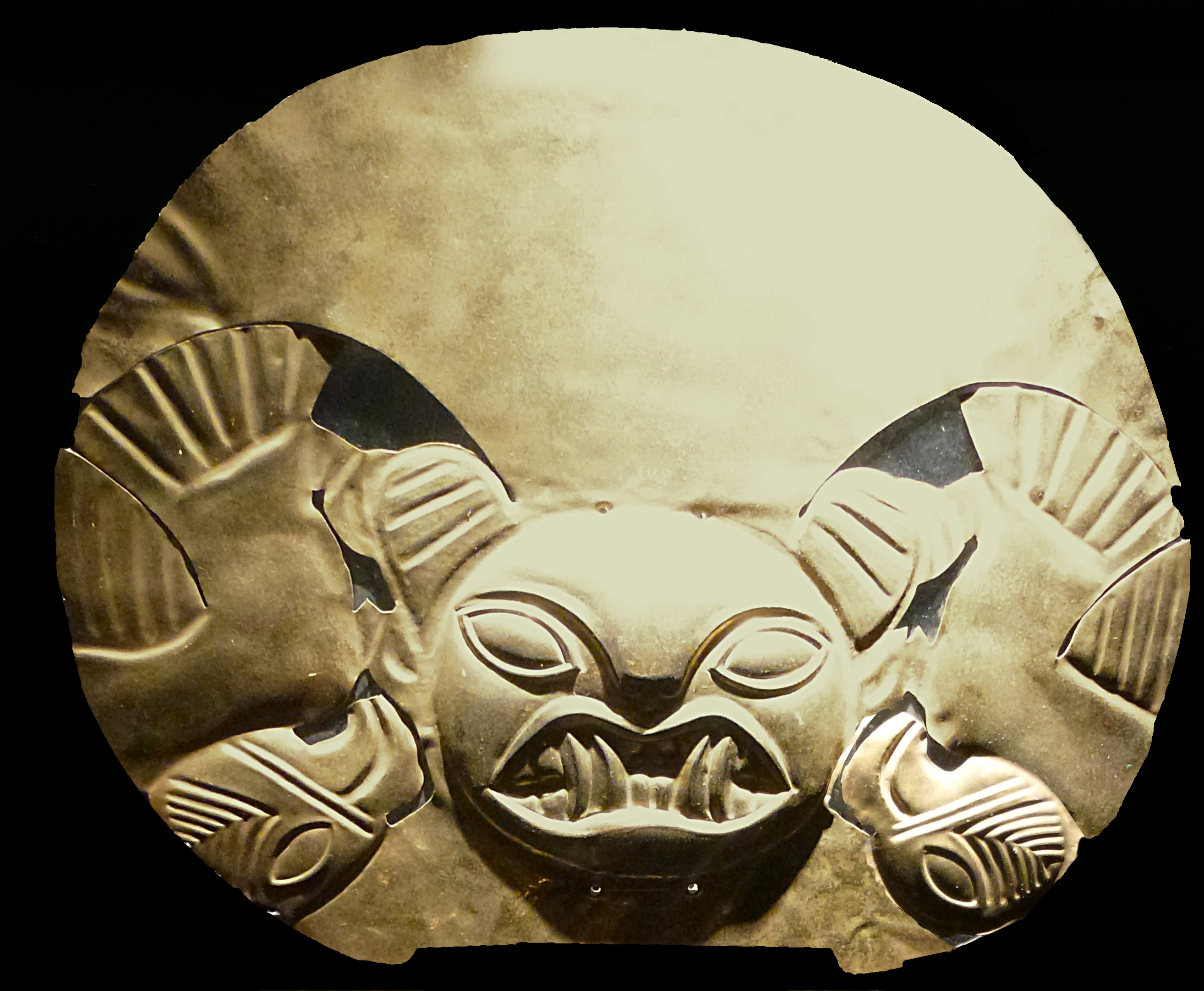
Coiffe mochica représentant Ai Apaec au Musée Larco.
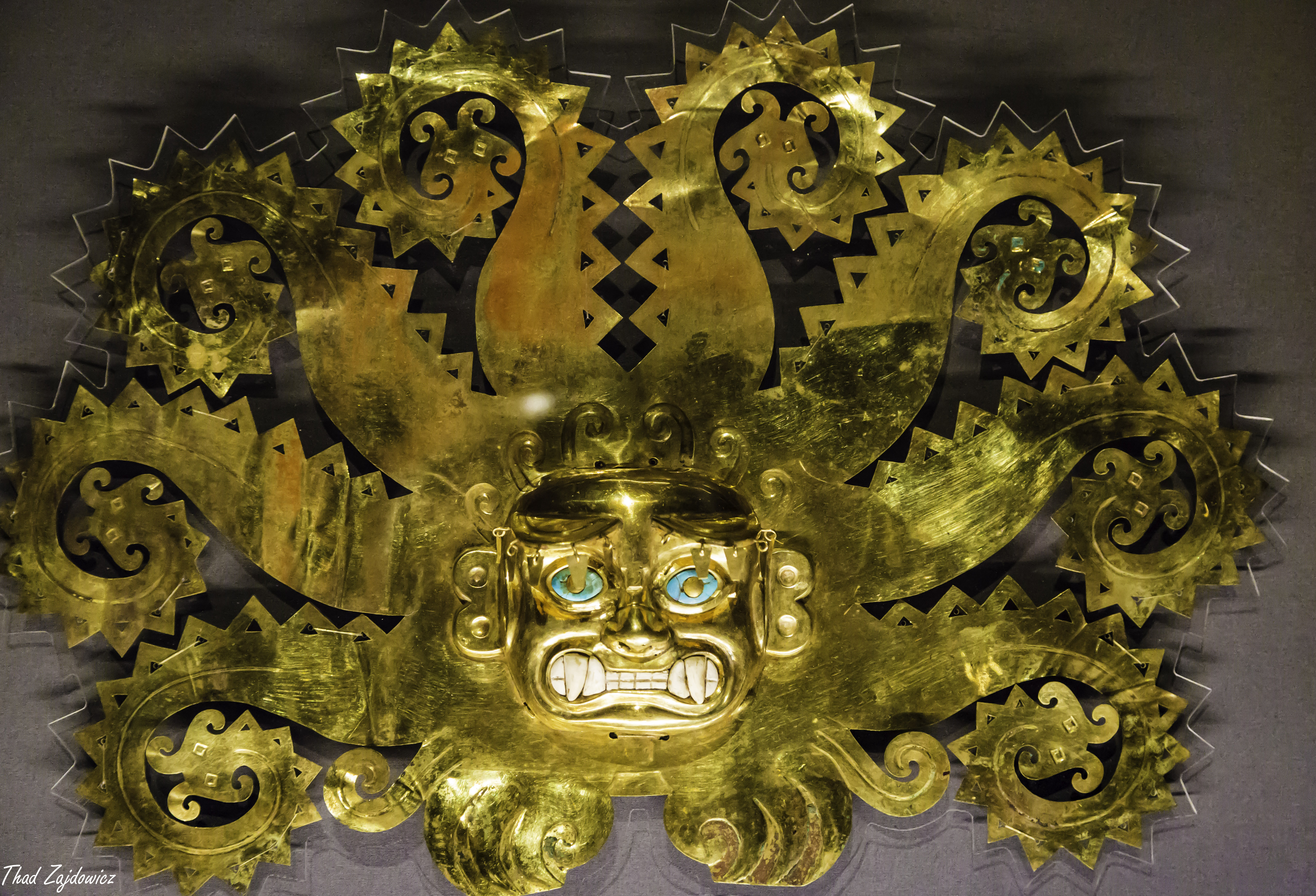
Ornement de tête - Pieuvre à visage humain - Or et coquillages
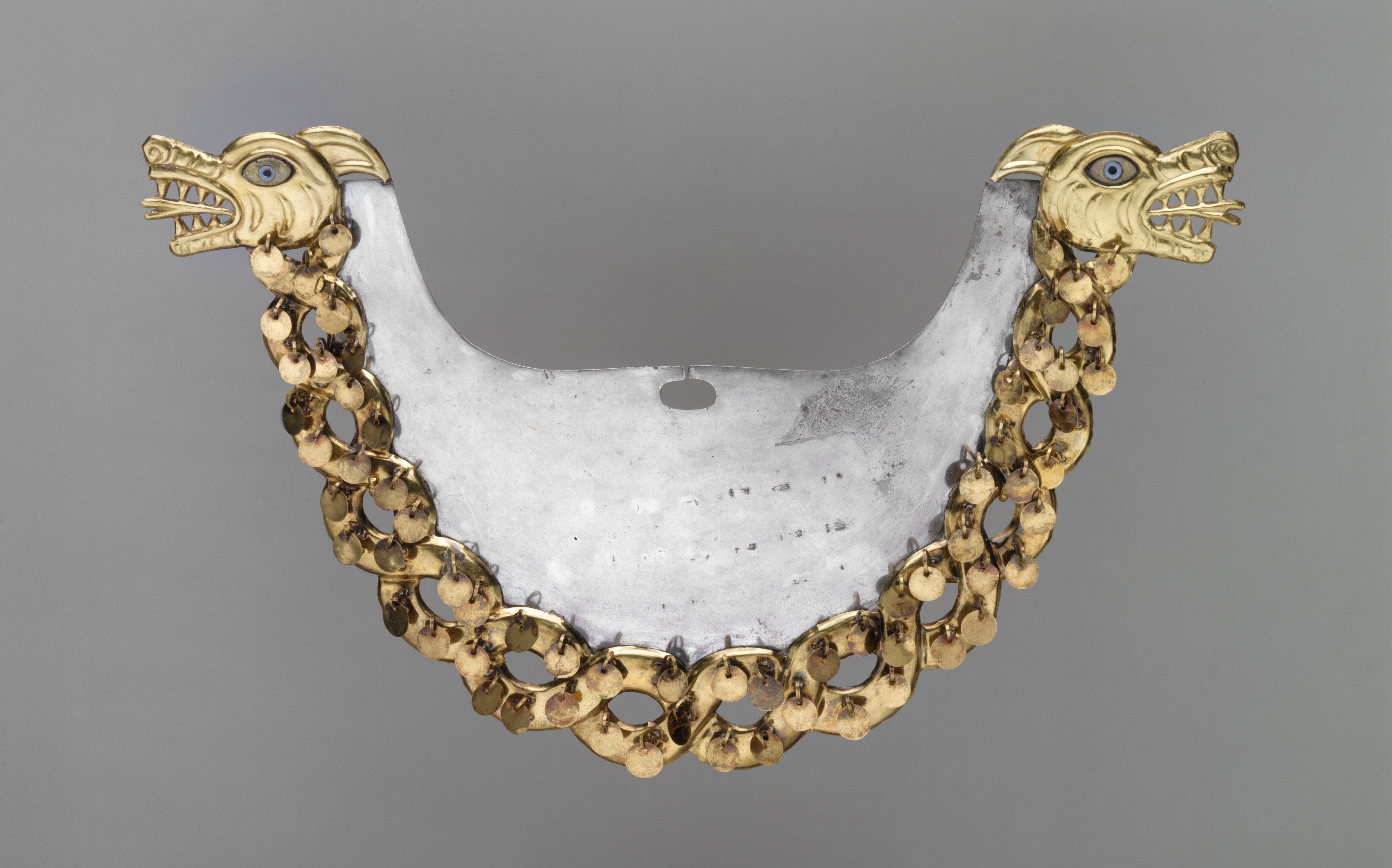
Ornement de nez avec décor de serpents - Or, argent et coquillages.
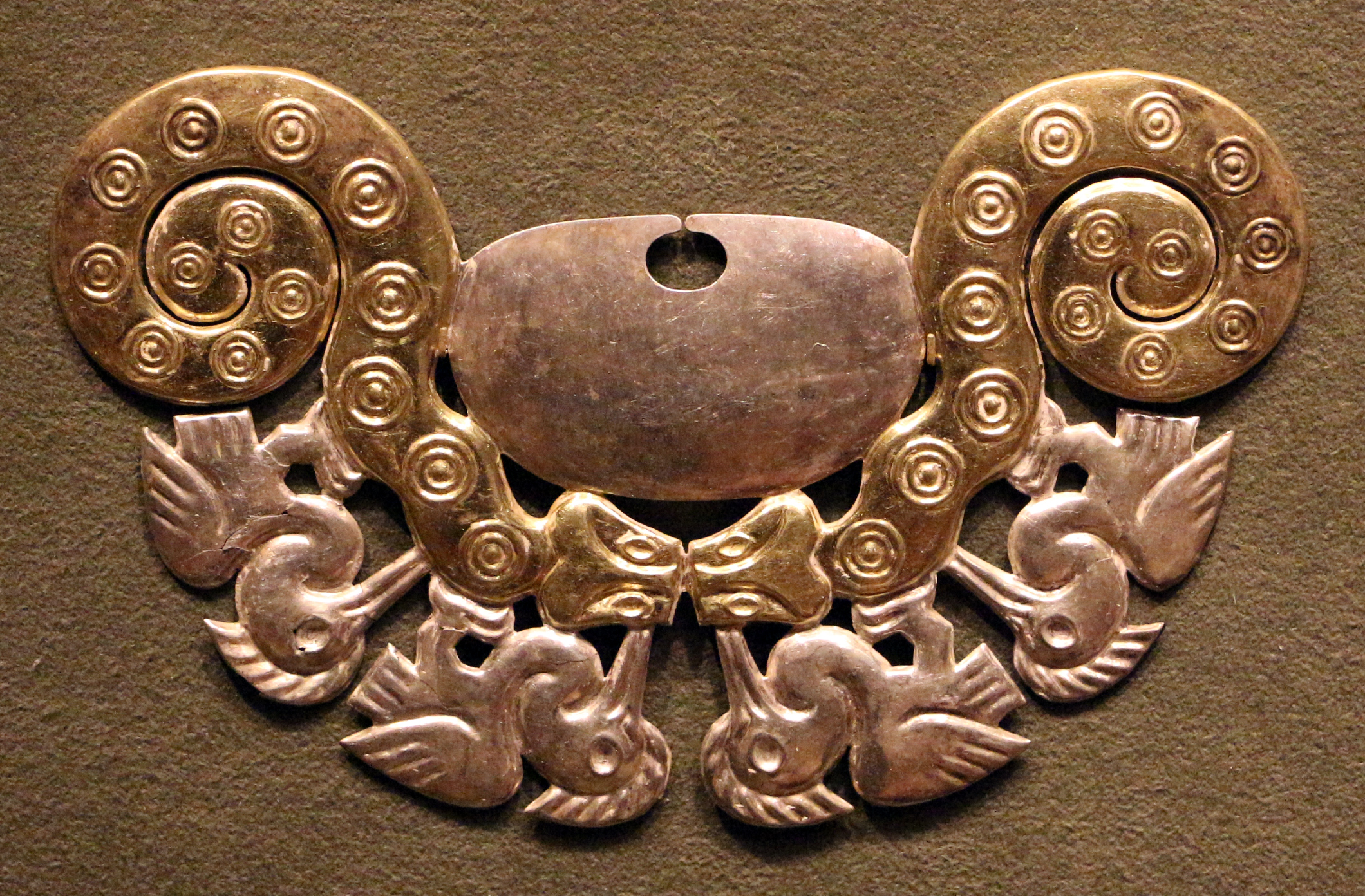
Ornement de nez - Cuivre doré.

Le métal, à cette époque, était alors devenu suffisamment abordable pour apparaître dans les tombes des gens ordinaires, hommes et femmes. Les corps étaient enterrés avec leurs bouchons d'oreilles et leurs pinces à épiler, avec des masques ou des disques de cuivre sur le visage, et des morceaux de cuivre placés dans la bouche et dans les mains.

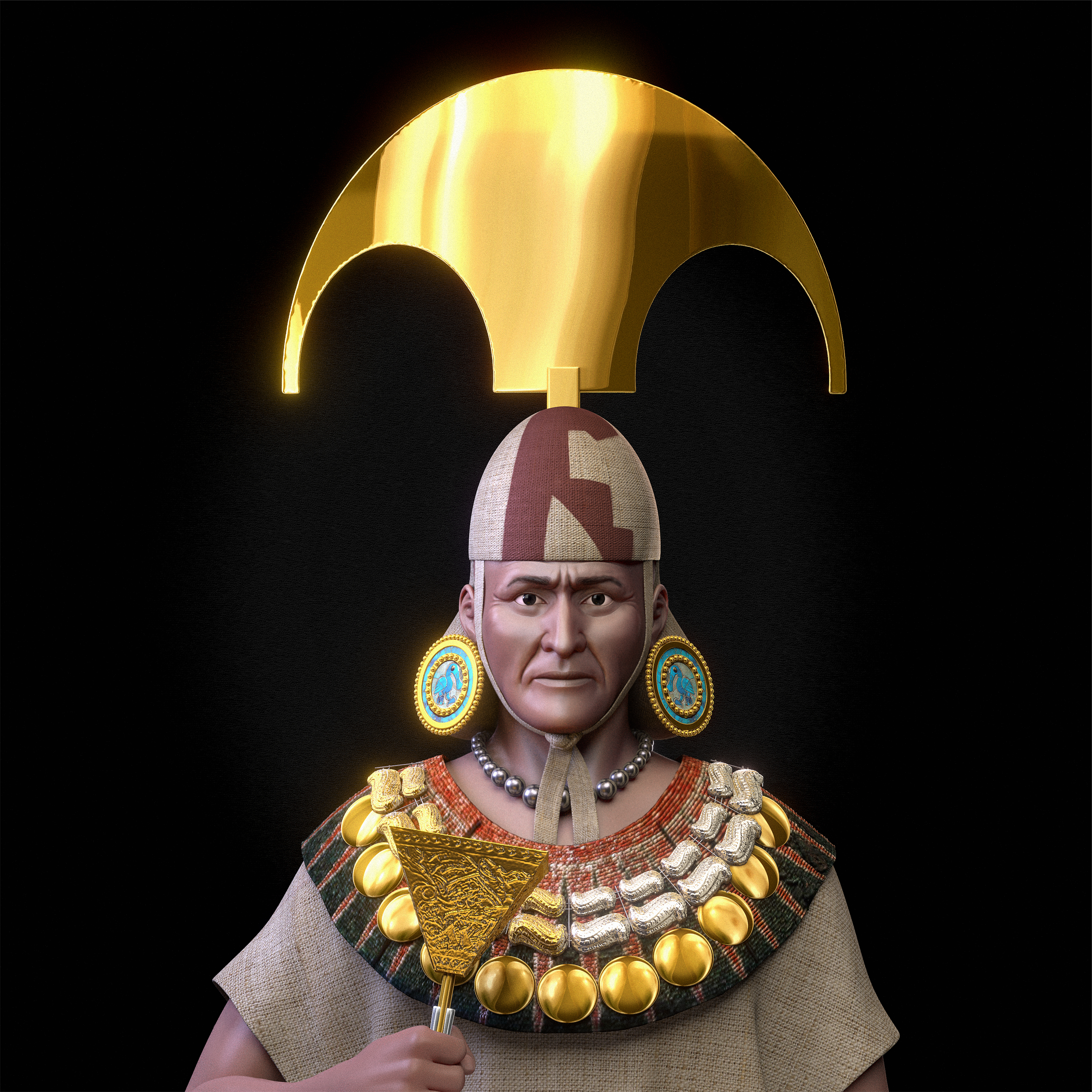
Reconstruction faciale du Seigneur de Sipán.

Des enterrements mochicas, très riches, sont mentionnés dans les documents coloniaux et en 1602, plus de 2 700 kilogrammes d'or furent pillés dans la plateforme principale de Moche même, mais ce n'est qu'en 1987 que les archéologues purent fouiller une tombe royale intacte découverte par Walter Alva, à Huaca Rajada, près de Sipàn, dans la vallée de Lambayeque. La quantité et la qualité des offrandes funéraires sont extraordinaires. La tombe principale était accompagnée d'ornements de plumes, de linceuls, de bannières et de vêtements cousus de plaques métalliques, de coiffures en or, de grelots, de plaques dorsales et d'objets de moindre importance.
Le corps du « Seigneur de Sipàn » était entièrement garni d'objets en or, en argent et en cuivre. Les bouchons d'oreilles en or et en mosaïque étaient placés de chaque côté de la tête, sur la partie inférieure du visage, il y avait un masque d'or et le nez et les yeux étaient recouverts d'une feuille d'or. Des bracelets d'or et de turquoises ornaient les bras et il tenait des lingots d'or et de cuivre dans les mains, aux pieds, il portait des sandales cérémonielles en or.
Certains de ces objets du mausolée de Huaca Rajada  appartiennent à la production mochica bien connue, mais d'autres comme le collier d'or et d'argent et les cacahuètes en argent, ou la face de félin en cuivre doré sont propres à ce site.

#### Les artisans Vicùs
Le terme Culture Vicús est appliqué aux matériaux des cimetières de tombes "à puits et chambres" de différents sites de la vallée supérieure de Piura, au fin fond du Pérou septentrional. Datée du Ve siècle av. J.-C. au VIe siècle apr. J.-C. approximativement, elle occupait une aire encore archéologiquement mal définie, dont le centre paraît avoir été la haute vallée de Piura mais qui s’étendait sans doute, vers le nord, jusqu’au sud de l’Équateur actuel et, vers le sud, jusqu’à la vallée de Lambayeque.
Étudiée par les archéologues H.D. Disselhoff et Luis Guillermo Lumbreras (es), cette culture était inconnue jusqu'aux années 1960, quand une grande quantité de vases et d'objets en métal commencèrent à apparaitre sur le marché de l'art. Certains de ces récipients appartenaient à un style local typique, d'autres étaient purement mochicas, de tous les sous-styles connus cette culture.

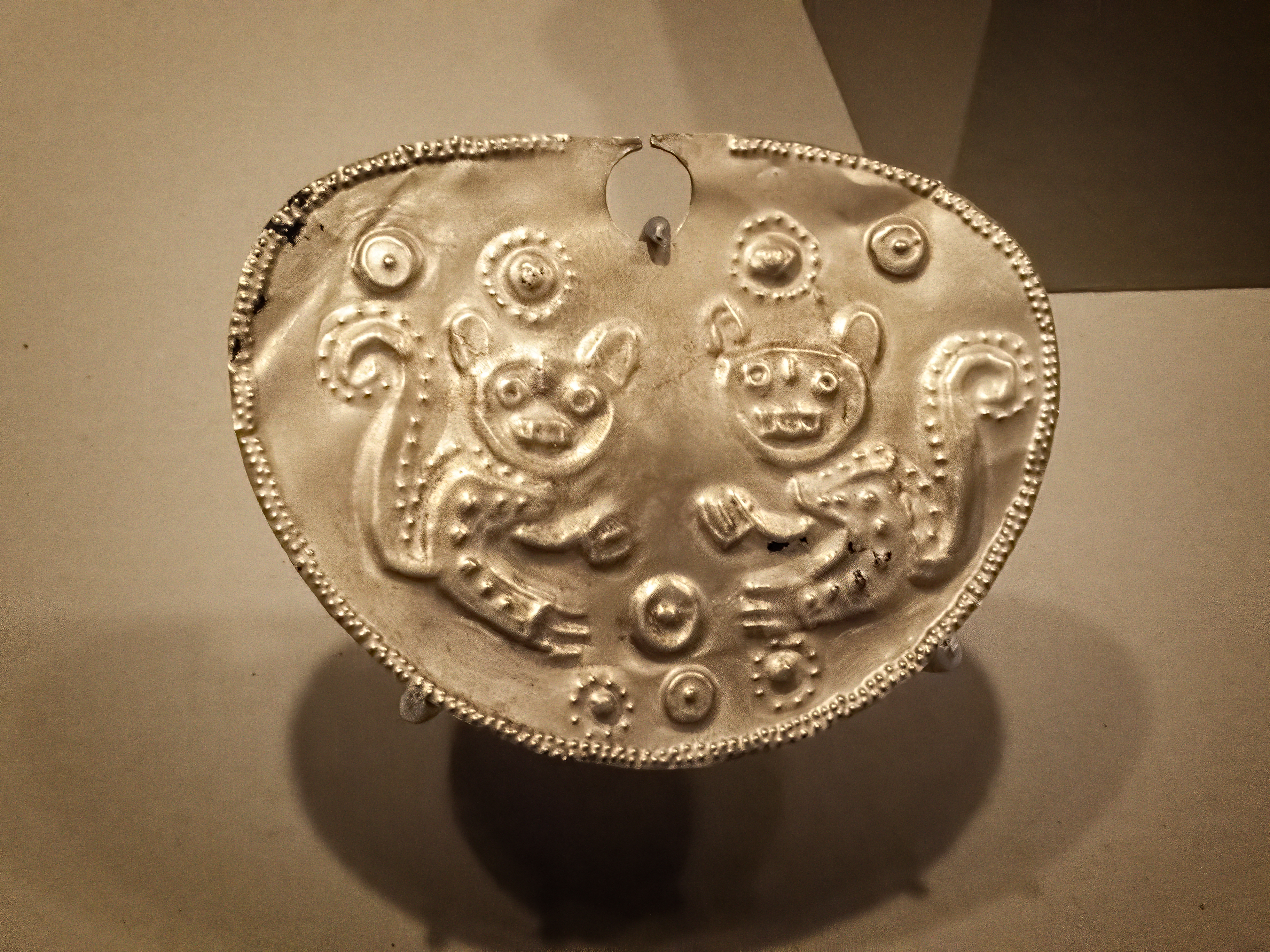
Ornement de nez en cuivre doré - Art Vicús.

En 1969, un nouveau cimetière Vicús, composé plusieurs centaines de tombes, fut découvert à Loma Negra. Un unique tombeau contenait presque 100 pièces de métal, et le total des découvertes à Loma Negra consiste en plus de 700 objets: ornements de nez, fleurons (épis), pendentifs, et - unique dans la région Vicús - une série de disques et de plaques en forme de croissants, décorés de figures découpées. La plupart des objets sont en feuille de métal, principalement en cuivre, avec souvent leur surface en or ou en argent. Plusieurs catégories se présentent par paires ou en ensembles, et la corrosion bleu-vert qui couvre leurs surfaces a conservé les impressions des textiles dans lesquels les objets étaient enveloppés pour les funérailles.
Les motifs de ces objets en métal représentent les thèmes soigneusement sélectionnés du rituel et de la mythologie mochicas. Comme le Dieu-aux-Crocs, des créatures à têtes de monstres, y compris « l'Animal Lunaire à Crête » et des êtres démoniaques à corps humains ou de serpents. Ces figures apparaissent dans des scènes montrant la capture de prisonniers, des sacrifices humains et des décapitations, avec des condors donnant des coups de becs à des corps et des têtes-trophées. Le style est purement mochica, mais les sujets ont un caractère régional affirmé.
Des recherches récentes ont permis de découvrir les premiers sites de production de métal dans la région Vicús. Un four en argile à Pampa Juarez, avec des foyers, des puits de cuisson et des scories de cuivre, a été daté au Carbone 14 de 210 ± 65 ap. J.-C. par Peter Kaulicke. Des ateliers avec des marteaux, des enclumes et des objets non terminés ont été trouvés sur ce site et à Loma Valverde. Les relations entre la population locale et la part provenant des Moche dans la métallurgie Vicús sont encore loin d'être éclaircies; cependant certains chercheurs pensent que la métallurgie était produite par une colonie d'artisans mochicas, sévèrement surveillés, travaillant en territoire étranger loin de leur région côtière d'origine.

#### La métallurgie Recuay

Ornement de masque Recuay en or martelé et serti.

Le territoire de la culture Recuay s'étendait dans le département péruvien actuel d'Ancash entre les années 200 av. J.-C. et 600 ap. J.-C., elle était donc largement contemporaine de la culture mochica avec laquelle elle avait d'ailleurs une frontière commune. Pourtant les deux styles de travail du métal étaient totalement différents.
La métallurgie Recuay sur les hauts plateaux septentrionaux, est représentée par le contenu d'une riche tombe de Pashash qui contenait du cuivre, ou des alliages de cuivre, des grelots, des clous, des ornements d'oreilles, des fils métalliques, un grelot en or en forme de tête humaine et une remarquable série d'épingles en cuivre dont les tiges se terminent par des têtes en forme de tambour, obtenues par coulage.
Les têtes de ces épingles ont des motifs typiques du style Recuay: figures humaines, hiboux, félins et l'Animal-Lune crêté. Quelques épingles avaient été autrefois dorées à la feuille; d'autres sont incrustées de pierres de couleur ou décorées en cloisonné.
La bijouterie Recuay ne possède pas d'antécédent connu et ne paraît pas avoir influencé les styles des territoires voisins. Ce style semble, pour le moment, s'être développé isolément.

#### Les bijoutiers Nazca
La civilisation Nazca qui se développa entre 200 av. J.-C. et 600 apr. J.-C. est surtout connue pour ses géoglyphes, mais elle a aussi développée une métallurgie remarquable qui illustre, à un degré extrême, une préférence péruvienne pour le martelage plutôt que pour le coulage.
D'après l'archéologue Samuel Kirkland Lothrop (en), dans les vallées de la côte sud, il existe très peu d'objets en métal datant de l'Horizon ancien, mais avec l'essor de la culture Nazca, vers 200 av. J.-C., les objets de métal deviennent nombreux et spectaculaires. La plupart de ces objets proviennent des fardos, sorte de ballot conique formé de plusieurs épaisseurs de tissus dans lequel on enveloppait les morts. Chaque fardo contient les biens d'un individu et donne quelques indications sur les bijoux qu'il ou elle avait porté durant sa vie.

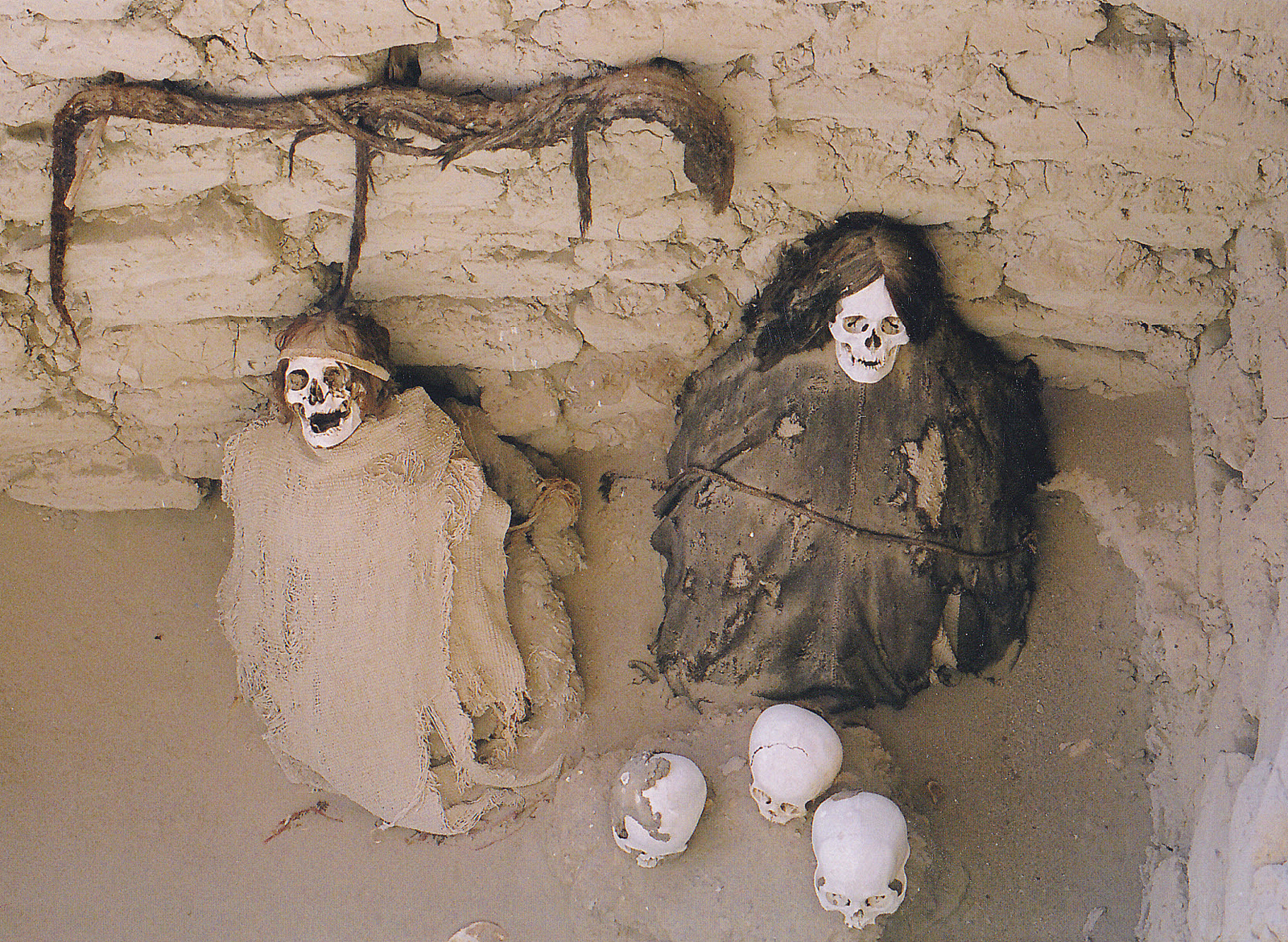
Deux fardos Nazca.

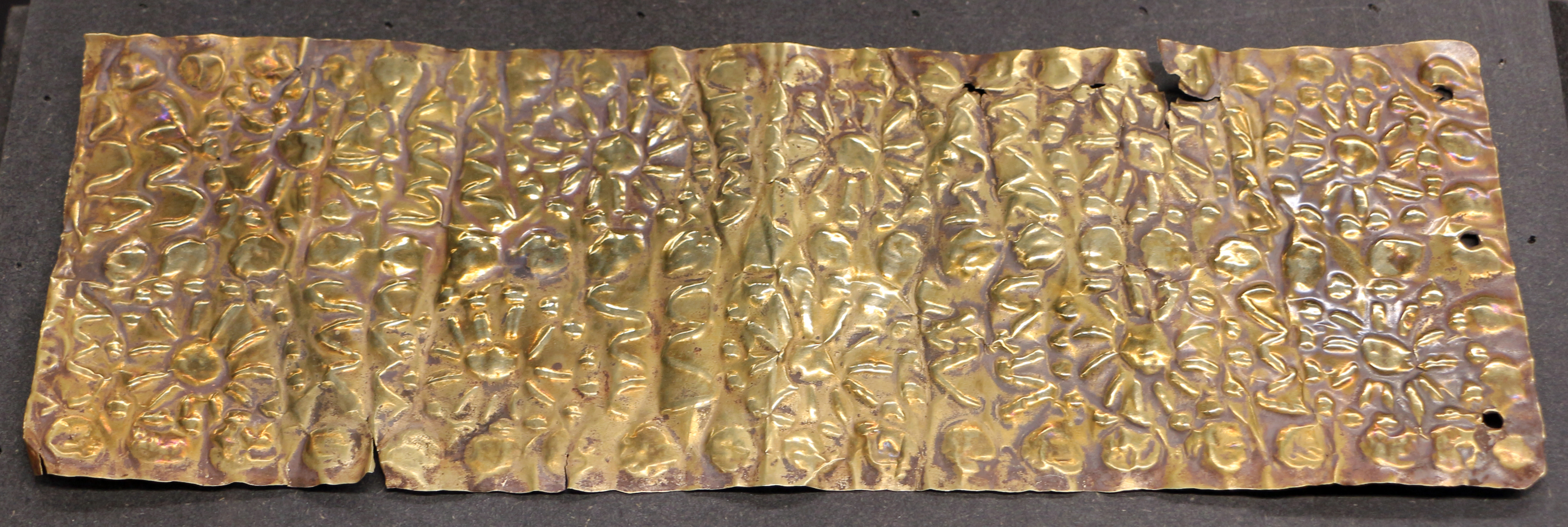
Feuille d'or martelée, avec décoration géométrique et florale - Art Nazca.

Le fondateur de l'archéologie péruvienne Julio Tello (1880-1947) à découvert dans la nécropole Nazca ancien, à Huari Kayan, une momie qui était enterrée avec deux diadèmes, des disques pour chaque oreille, deux bracelets, des bandelettes de feuille d'or sur les joues, une demi-sphère pliée en or, quelques petits morceaux de feuilles de métal. Une pièce d'or roulée était déposée dans la bouche du mort, une autre bouchait l'anus. Dans un autre fardo du même site, un petit paquet de tissu gisait près du corps et contenait seize objets miniatures en feuilles de métal : disques, ornements de nez, diadèmes et bracelets.
Les meilleurs ornements Nazca sont en feuilles d'or soigneusement polies et sont souvent de grandes tailles. L'éventail de variété est limité; les objets les plus typiques sont des décorations de turbans, des diadèmes en repoussé avec des visages humains ou des faces de monstres, et le masque de bouche bien connu avec les appendices latéraux en forme de serpent ou de colibri.
Sur les vases Nazca, ces mêmes ornements sont représentés portés par des figures humaines et aussi par des créatures composites mythologiques, certaines d'entre elles transportant des têtes-trophées. Cela peut vouloir dire que les humains et les dieux montraient le même goût pour les bijoux ou que "les mâles de haut rang, probablement des prêtres, étaient, du moins en partie, habillés à l'image de ces êtres mythiques".
Les métallurgistes Nazca avaient une préférence marquée pour le martelage plutôt que pour le coulage, non seulement pour les objets de parade, mais aussi pour les pendentifs en forme de têtes-trophées miniatures et les figurines. Cette accentuation est clairement une affaire de choix plutôt que de nécessité; un nombre de crochets de propulseurs de la dernière époque de la séquence Nazca prouve qu'ils disposaient d'autres techniques.

### Horizon moyen

#### Le style Huari
Durant cette période, une grande partie du Pérou tomba sous l'influence Huari, une cité des hauts plateaux du bassin de Ayacucho où existait la culture Huarpa qui développa d’importants contacts économiques avec la civilisation Nazca. Ainsi se produisit un notable développement de la production artisanale dans cette cité et c'est dans ce contexte que se déploya la culture Huari (ou Wari) depuis la culture Huarpa, entre 560 et 600. Plus tard, la culture Tiahuanaco qui se développa sur les hauts plateaux entre 550 et 900 eut également une influence notable sur les Wari. C'est donc cette civilisation« Tiahuanaco-Wari » qui atteint une grande expansion à son apogée du VIIe au Xe siècle et subsista jusqu'au XIIe siècle.
La céramique et d'autres objets décorés de style Huari commencèrent à apparaître sur les côtes sud et centrale du Pérou, parfois seuls, parfois accompagnés d'objets de fabrication locale avec leur propre style régional. Dans le travail des métaux, nous pouvons distinguer trois groupes de matériels durant l'Horizon moyen:
1. objets indéterminés usuels, tels les tupus, aiguilles et outils en cuivre et ses alliages,
2. objets de luxe, habituellement en argent avec des motifs Huari,
3. et des objets d'artisanat local desquels l'influence Huari est totalement absente ou très légère.

L'art Huari est avant tout un art religieux et certaines figures mythologiques apparaissent partout où le style Huari est représenté. La figure principale est un personnage à visage carré (parfois avec des coulées de larmes sur les joues) de laquelle émanent des rayons terminés par des cercles pointés, de têtes d'animaux ou d'oiseaux. Cette divinité est parfois assistée par des "anges" (figures ailées à face d'oiseau ou un visage humain) ou accompagnée d'une créature féline avec le nez en forme d'anneau.
Les objets en métal avec une iconographie Huari purement sont étonnamment rares et aucun n'a été recensé provenant de la capitale même, bien que la zone artisanale de Moraduchayuq nous ait donné une mince feuille d'or de laquelle on avait dû découper et ôter une figure. Quelques pièces Huari isolées existent dans les collections, mais le seul document important provient d'un cimetière à Pomacanchi, près de Cuzco, où des fours destinés au travail du métal ont été découverts par Sergio Chávez.

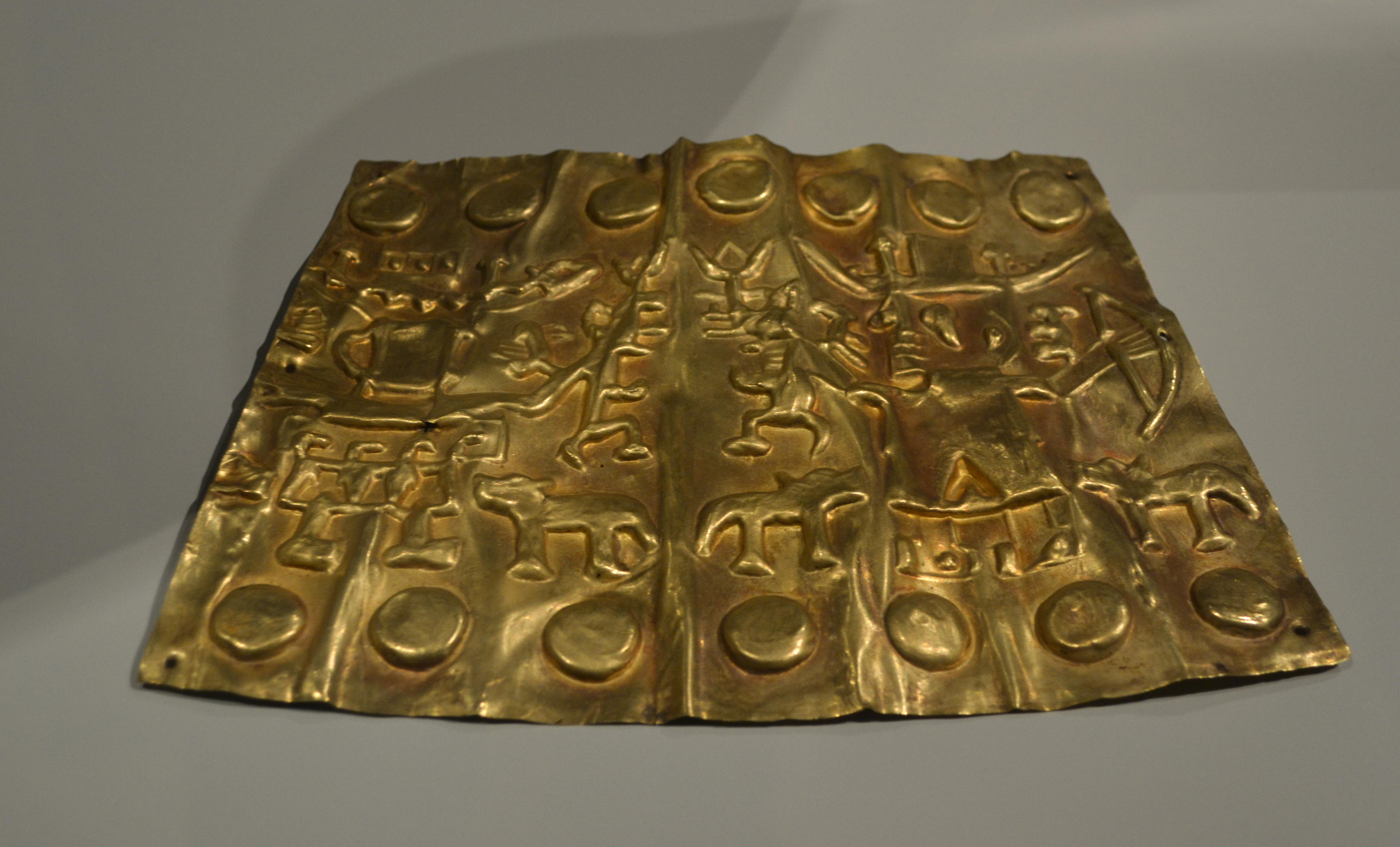
Manchette en or (déroulée) - Art Huari - Musée de l'Amérique - Madrid (Espagne).

La collection Pomacanchi comprend quelques petites silhouettes découpées en or mais la plupart des objets semblent être en feuilles de cuivre argentées. L'inventaire comprend des bracelets ou des ornements de chevilles, des grelots, des bandelettes ou des bandeaux, un morceau de plaque et une série d'aigrettes de coiffures ornementales avec des représentations du dieu Huari à la face carrée. Sur certains plumets, le motif est reproduit par un estampage par balancement, technique qui consiste à "promener" l'outil de gravure sur la surface avec un mouvement de balancement laissant une ligne en zigzag. Cette technique, fréquente dans l'Horizon ancien, fut rapidement abandonnée.
Les objets en feuilles de métal ornés d'une iconographie Huari apparaissent sporadiquement dans les principaux centres d'influence Huari de la côte, depuis Pinilla, dans la vallée de Ica au sud  jusqu'à Pachacamac, la vallée de Lurín, et le cimetière de Ancôn sur la côte centrale.
La religion Huari trouva l'accueil le plus favorable sur la côte sud et il y eut une émergence considérable de ce style parmi les sous-styles du Nazca final de la côte et les styles des hauts plateaux de l'Horizon moyen. À cette période appartiennent une série de manchettes en or décorées de bosses, quelques plaques cruciformes figurant des oiseaux stylisés ainsi qu'un groupe de momies assises, enveloppées de textiles et munies d'une tête artificielle en tissu. Le visage était couvert de plumes de couleurs et les traits (yeux, nez, bouche et coulées sur les joues semblables à celles des dieux Huari) étaient reproduits en feuilles de métal et attachés au support. Une autre variante de cette idée a été trouvée aussi dans une autre région importante d'influence Huari, la côte centrale.
Avec le déclin de l'influence Huari, après la chute de la capitale, la cohérence de l'iconographie religieuse imposée commença à se désagréger dans les provinces éloignées jusqu'à, finalement, l'émergence d'un nouveau style régional de métallurgie.

### Les styles côtiers de l'Intermédiaire récent
L'histoire du Pérou entre la chute de l'empire Huari et la conquête inca est complexe, avec une fragmentation politique et un grand nombre de styles artistiques régionaux, trois cultures importantes s'étant installées dans la région, la culture Paracas, la culture Nazca et la culture Chincha.
Or, le métal était d'usage courant partout, mais ce n'est que pour les vallées côtières que nous disposons d'un large échantillonnage permettant son étude. Chaque sous-région a ses propres caractéristiques mais certaines catégories d'objets (par exemple les masques de momie en feuille de métal, des gobelets aux parois rectilignes, légèrement évasées, des récipients à boire avec des visages en haut-relief) sont presque universelles.

#### Culture Ica-Nazca
Bien que les objets en métal soient nombreux dans les vallées de la côte sud, peu de pièces proviennent de fouilles scientifiques. Le conquistador  et chroniqueur espagnol Pedro Cieza de León rapporte que les familles nobles étaient enterrées dans des cimetières particuliers, faits de tombes profondes et compliquées et que les restes de leur pillage étaient encore visibles à l'époque de son voyage en 1547-1550. La véracité des rapports de Cieza est confirmée par les tombes intactes fouillées par Max Uhle - l'un des pères de l'archéologie péruvienne - dans l'ancien Ica.
Une des tombes fouillées par Uhle appartenait à un noble de l'Intermédiaire récent. Le squelette avait un éclat d'or dans la bouche et était enterré avec un masque mortuaire en or. Les biens personnels étaient enterrés avec le corps: quelque deux cent cinquante récipients de céramique, un bandeau de tête en or, un gobelet orné de motifs géométriques en repoussé et un autre avec un visage humain en relief, de sequins d'or provenant d'un textile disparu, une paire de bracelets en or, et plusieurs coupes à boire, plats nourriture, bagues et ornements d'oreilles en argent.
Quand les Incas conquirent la côte sud, les chefs locaux furent incorporés dans les rangs de l'administration inca et, comme tous les officiels importants dans l'empire, ils eurent le droit d'utiliser l'or et l'argent.
Une deuxième tombe fouillée par Uhle est celle d'un officiel Ica de la période de l'administration inca. Les vases de la chambre funéraire comprenaient des copies locales de céramiques incas et, parmi les offrandes, figuraient un tabouret en bois, des instruments en bois gainés d'or et d'argent, du matériel de tissage, des coquillages, des os de lamas, un disque en argent et un cimier conique fait d'or martelé et orné d'un visage en relief. Neuf adolescents sacrifiés (dont un portait des bijoux d'or, d'argent et de cuivre) gisaient sur le sol de la tombe et quinze crânes humains peints en rouge au cinabre étaient disposés plus haut dans les couches de remblais.
Un troisième groupe d'objets de métal Ica, provenant dune tombe unique, fut examiné par Brown en 1984. Son analyse démontre que la plupart des objets n'étaient pas en métal pur mais en alliages tumbaga et cuivre-or-argent. La liste des objets complète ce qui fut trouvé dans les tombes fouillées par Uhle; gobelets ornés de visages et cimiers, pinces à épiler, petits oiseaux découpés en creux, disques d'oreilles, un masque aux yeux en forme de losange typique de Ica, et un nombre d'objets de moindre importance. Plusieurs de ces disques portent l'un des motifs Ica les plus typiques - un oiseau uni ressortant sur un fond grené. Ce motif se retrouve partout le long de la côte durant l'Intermédiaire récent et il est associé clairement aux motifs de la céramique moulée Chimú, plus loin au nord.

Les archéologues péruviens - Pères fondateurs et amateurs éclairés.
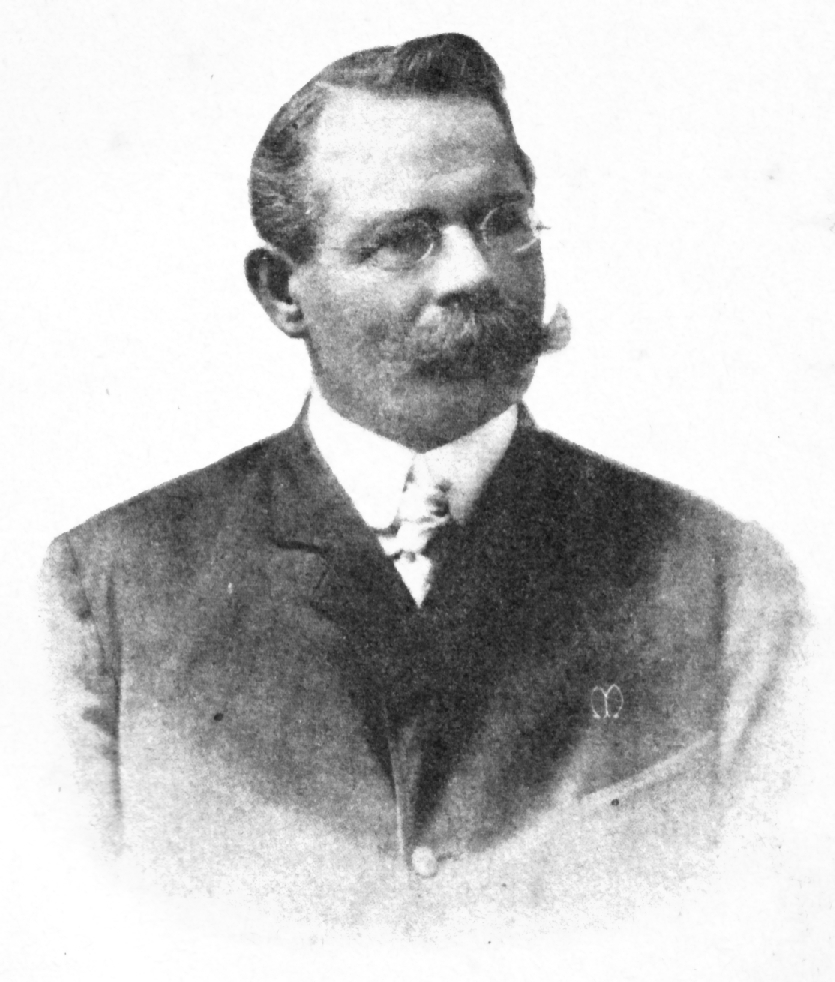
Friedrich Maximilian Uhle Lorenz (1866-1944).
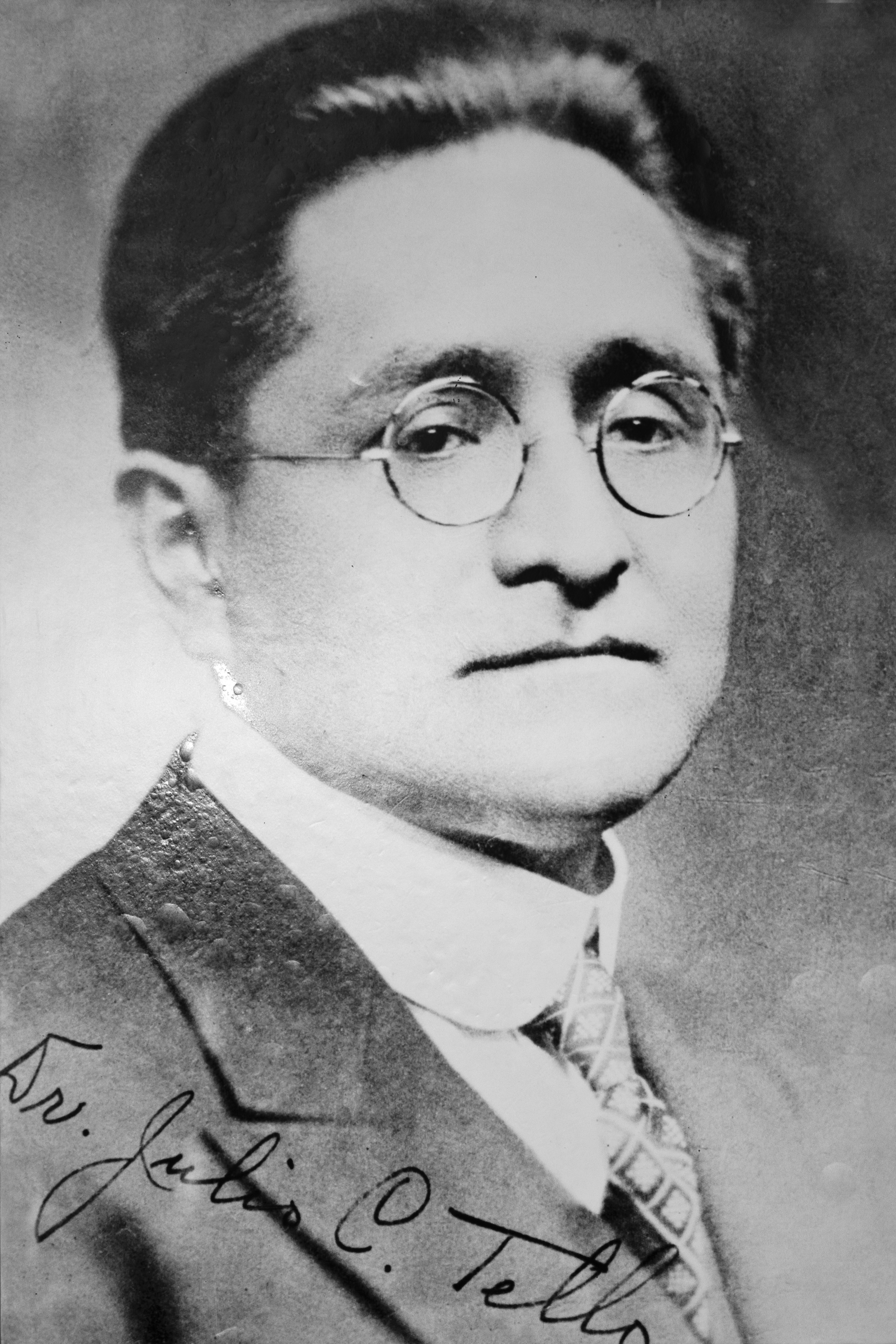
Julio César Tello Rojas (1880-1947).
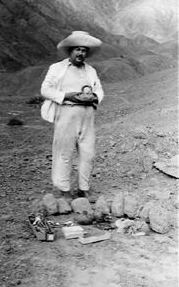
Rafael Larco Hoyle (1901-1966).
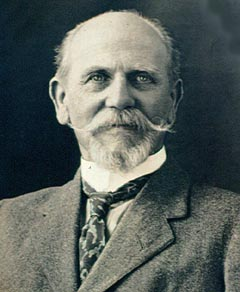
Hans Heinrich Brüning (1848-1928).

La métallurgie des cultures de la côte centrale n'a jamais été correctement étudiée. Les chroniques espagnoles rapportent qu'à la période pré-incaïque, les vallées de la côte centrale depuis Huaura jusqu'à Lurín formaient un état politique unique, le royaume de Cuismancu (aujourd'hui district de San Gregorio - Province de San Miguel) ; mais cette unité ne se reflète pas dans l'archéologie. La côte centrale semble avoir été une région de transition entre le nord et le sud du Pérou, influencée par les deux contrées et sans faire montre d'une personnalité métallurgique forte. Les objets en métal sont très abondants mais beaucoup d'entre eux ne possèdent aucune information quant à leur contexte. Par conséquent, il est souvent difficile de dire quels objets ont été façonnés sur la côte centrale et lesquels ont été importés des régions avoisinantes, et si c'était par des marchands ou par des pèlerins visitant l'oracle de Pachacamac.

#### Chancay
Pour la civilisation Chancay qui s'est développée entre les vallées de Chancay, Chillon, Rímac et Lurín, sur la côte centrale du Pérou entre 1200 et 1470, les relations avec le sud sont démontrées par les découvertes de gobelets ornés de visages, de masques et de récipients identiques à ceux décrits pour Ica, ainsi que par la continuation dans l'Intermédiaire récent des fardos pourvus de faux visages.

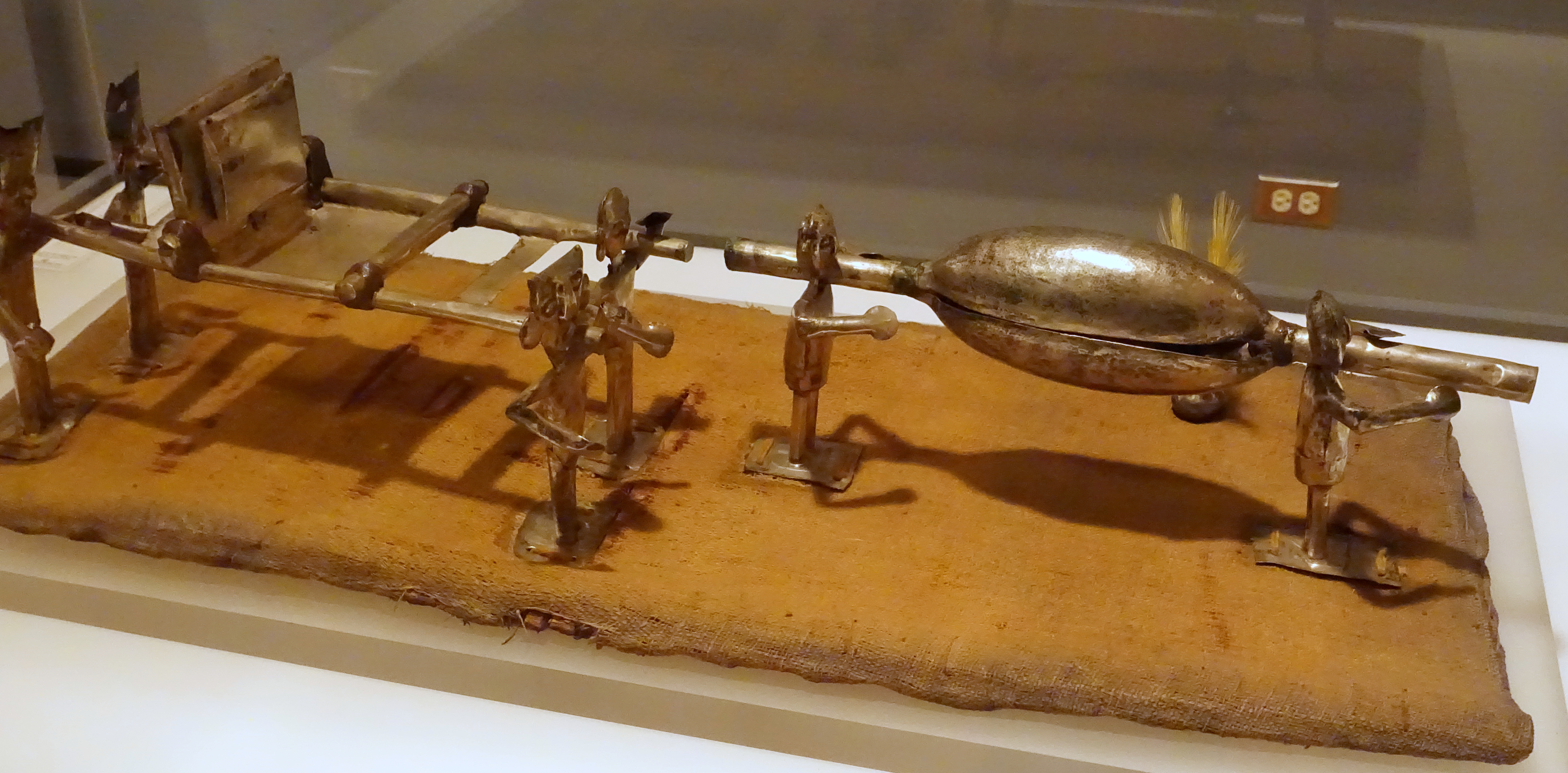
Cortège funéraire en cuivre argenté, coton, roseaux et plumes - Art Chancay.

Au nord de la frontière de Cuismancu, le commerce avec le royaume Chimú apporta de la céramique importée, des textiles et des coquillages aux populations des vallées de Huaura et de Chancay. Les objets en métal faisaient aussi partie de ce commerce, et des nuances stylistiques deviennent difficiles à distinguer dans cette région frontalière. Des tombes contiennent des offrandes à la fois de style Chimú et de style Chancay (et certaines qui pourraient appartenir à l'un ou à l'autre).
Les vases figuratifs noir et blanc Chancay montrent des personnages portant des épingles tupus à tête circulaire, et ses populations aimaient aussi les scènes de genre et des modèles que l'on retrouve aussi parfois coulés en métal mais le plus souvent réalisés par assemblage de feuilles de métal. Le répertoire comprend oiseaux et animaux, musiciens et instruments miniatures, arbres en réduction et scènes plus complexes, comme un jardin minuscule avec un personnage soignant des plants de maïs ou de manioc parfaitement reconnaissables, ou une procession funéraire avec des porteurs de litière et de cercueil. Ces objets sont les produits les plus évidents de la confection locale ; ils sont l'équivalent en métal des sujets modelés des vases Chancay ou représentés par des groupes de poupées Chancay en étoffe, occupées à tisser ou à d'autres activités.

#### Sicán (ou Lambayeque)
Quand les armées incas envahirent la côte nord du Pérou, elles entrèrent en conflit avec le puissant royaume de Chimú (ou Chimor) qui contrôlait les régions de la côte depuis la frontière de l'Équateur jusqu'à la vallée de Rímac, juste au nord de Lima. Toute la métallurgie Intermédiaire récent de cette vaste région fut autrefois appelée " Chimú " et ce n'est que dans les années 1980 que les archéologues reconnurent deux traditions artistiques distinctes mais parallèles sur la côte nord :
- Chimú proprement dit (associé avec l'empire de Chimor et sa capitale Chan Chan dans la vallée de Moche).
- et Lambayeque moyen, centré sur la vallée de Lambayeque entre 800 et 1100 apr. J.-C.

Les deux se partagent plusieurs éléments technologiques et iconographiques. Beaucoup d'objets ne peuvent être attribués à un style ou à l'autre et pourraient avoir été fabriqués n'importe où sur la côte nord. Il existe, cependant, une catégorie d'objets en métal (comprenant quelques-uns des plus fameux trésors d'or et d'argent du Pérou) qui, indubitablement, proviennent des ateliers de Lambayeque — ou encore Sicán — civilisation qui recouvre une expression culturelle florissante entre la fin de la culture Mochica et la splendeur de l'empire Chimú.

##### L'art de Lambayeque
Les produits caractéristiques de Lambayeque comprennent :
- des récipients de métal copiant les formes des vases Lambayeque à anse-goulot en étrier ou à double goulot et anse pontée,
- un groupe de grands tumis cérémoniels sommés d'un personnage portant une coiffure en forme de croissant,
- des gobelets aux parois évasées, ornés de personnages ou de dessins géométriques en repoussé ou incrustés de pierres de couleurs,
- et une superbe série de masques de momies en feuille d'or ou d'alliage à base d'or.

Exemplaires de l'art de Sicán-Lambayeque.
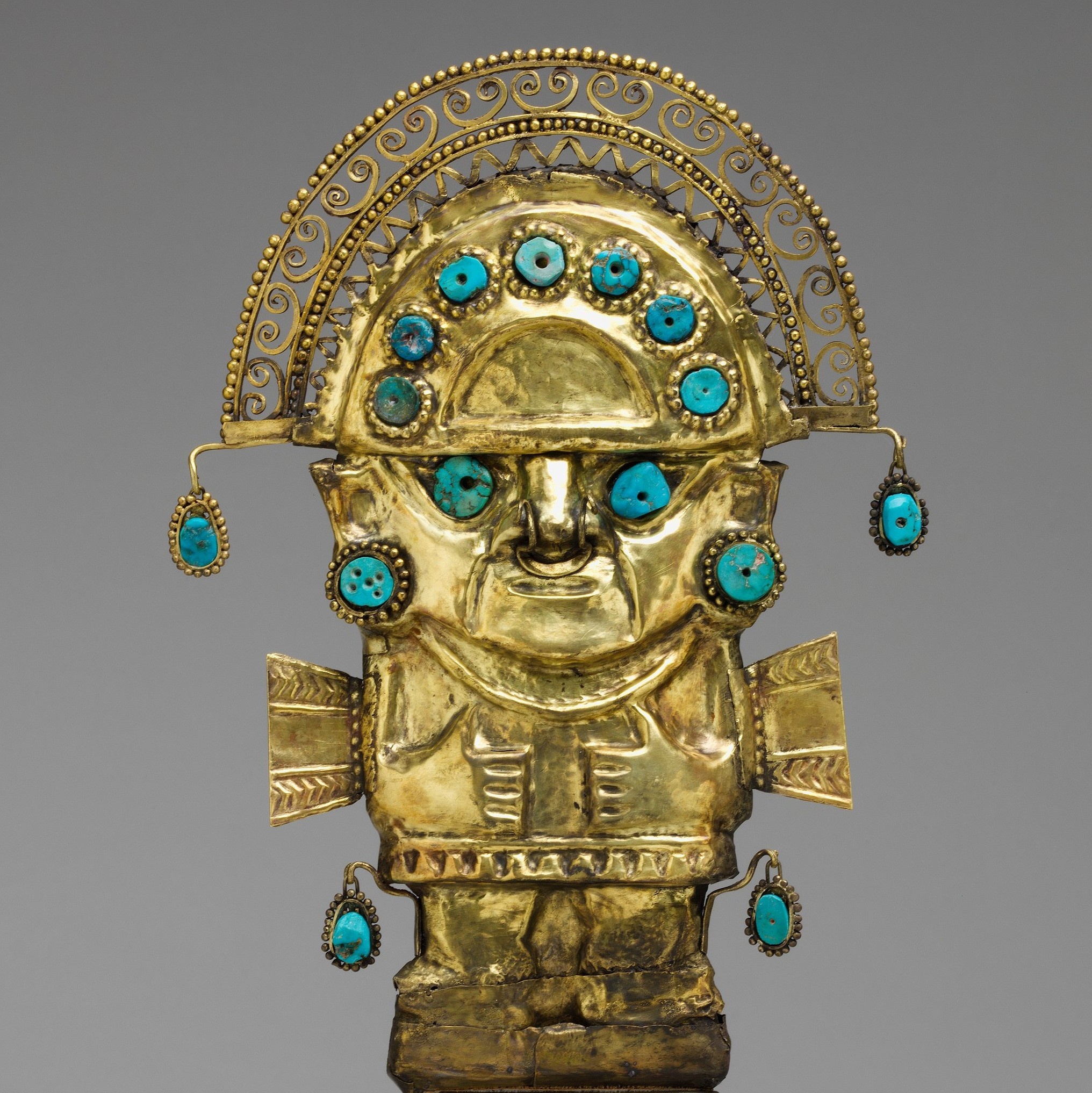
Tumi (détail).
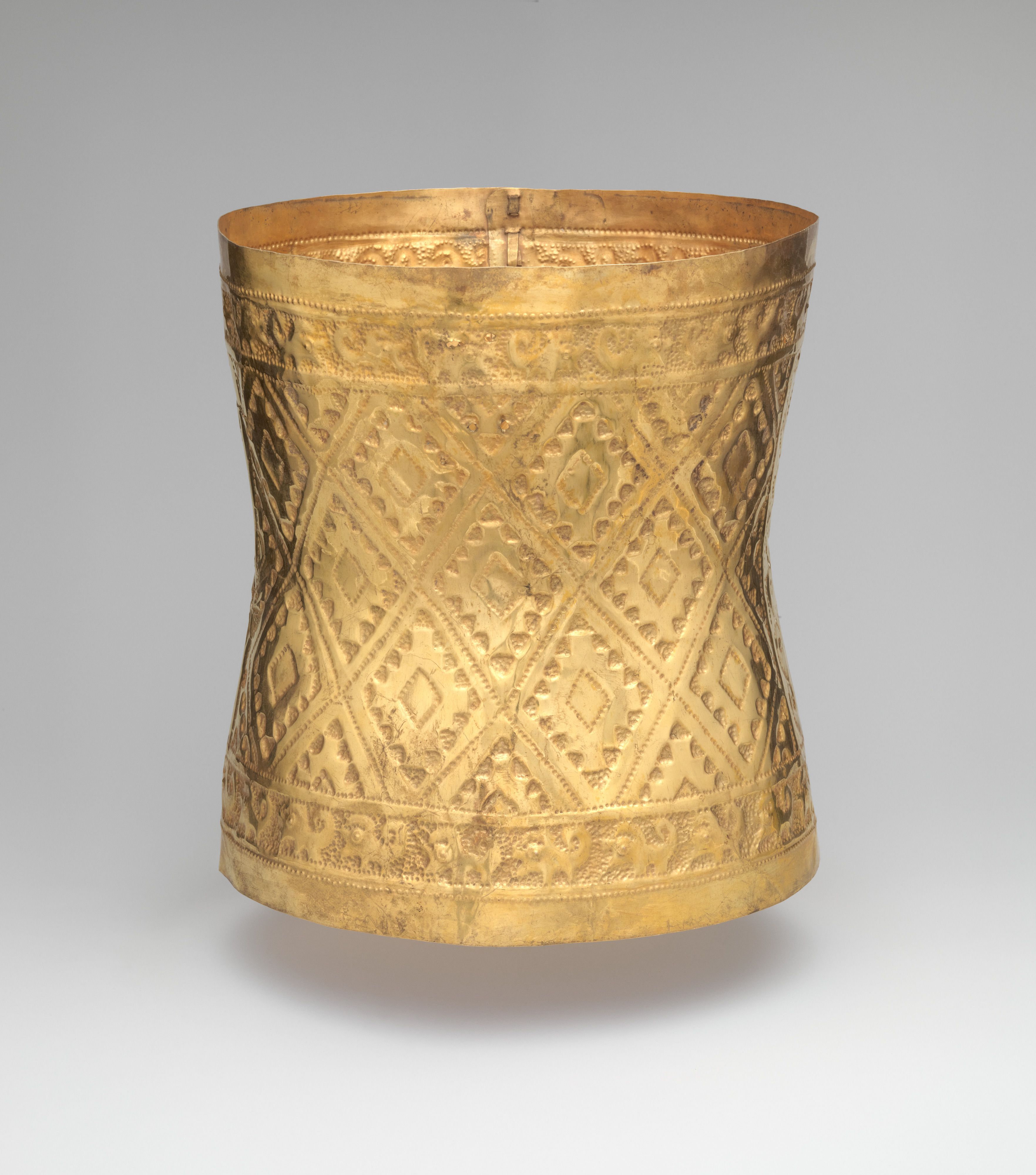
Couronne en or.
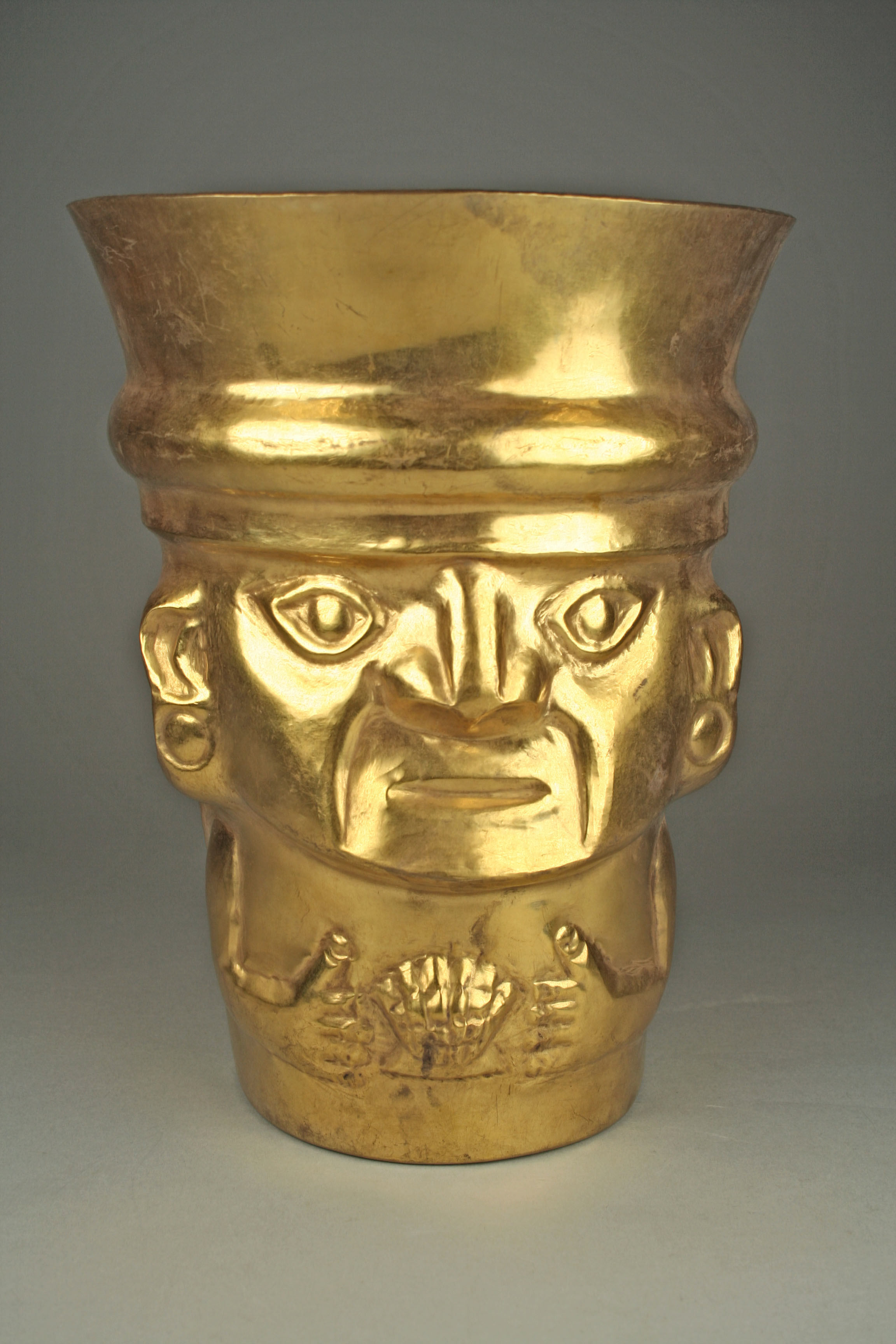
Gobelet en or.
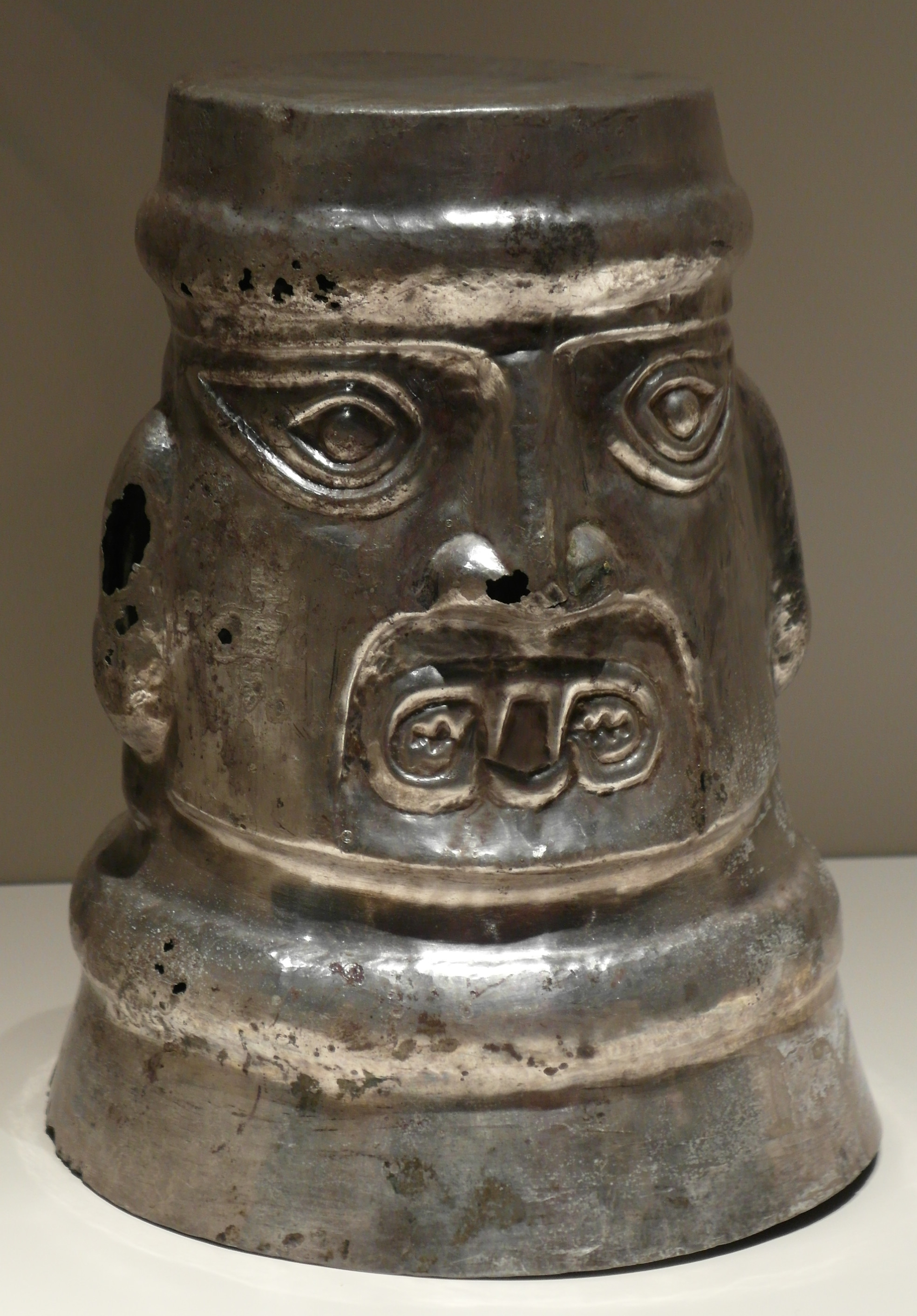
Vase en argent.
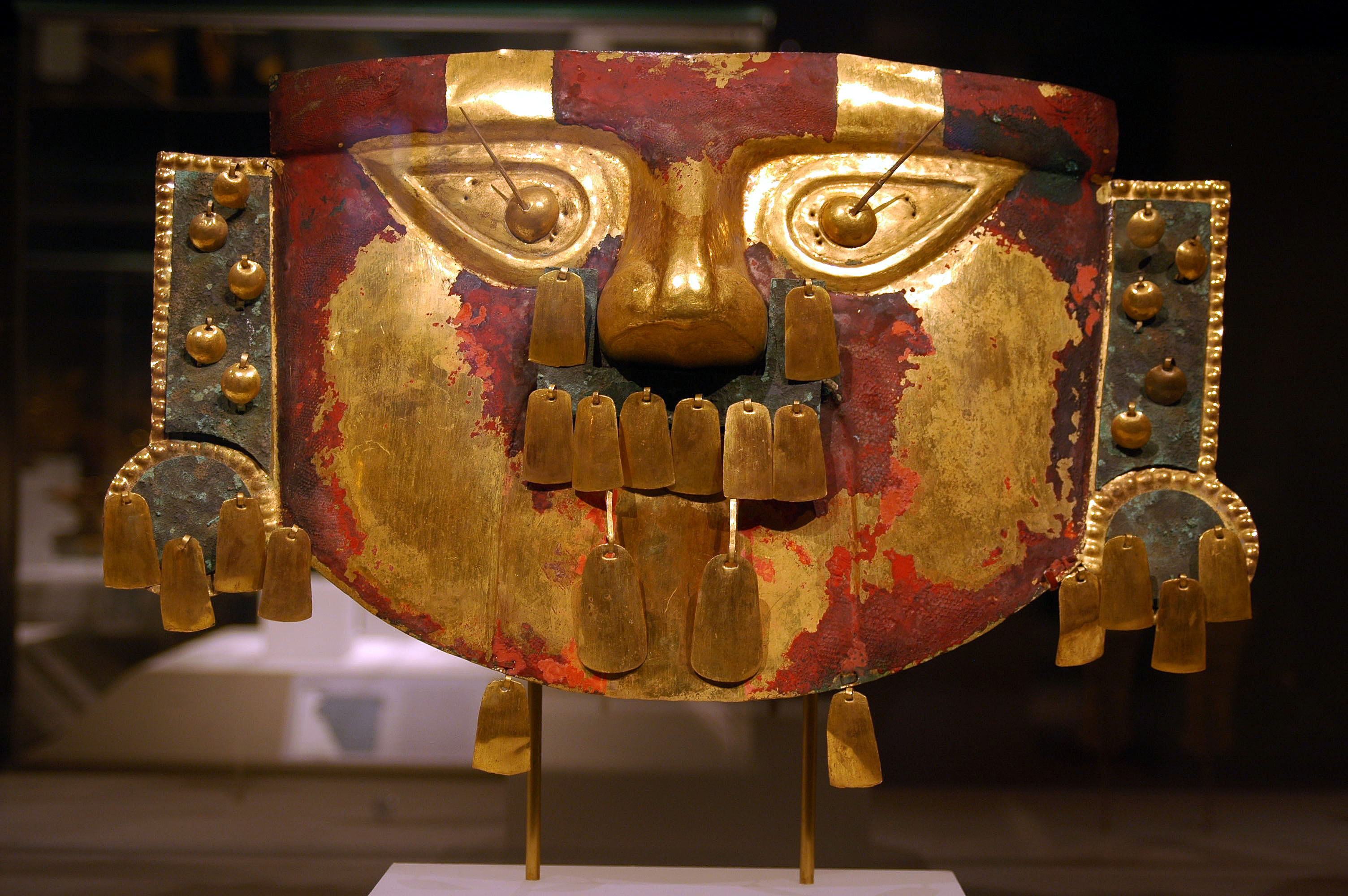
Masque représentant le Seigneur de Sicán.

Le trait le plus marquant du travail du métal du Lambayeque moyen est l'omniprésence de la divinité connue sous le nom de « Seigneur de Sicán ». Sa représentation ne varie jamais. Il est représenté avec une face rectangulaire et une ligne de mâchoire incurvée; les yeux sont en forme de virgule pointée vers les côtés extérieurs; il porte une coiffure élaborée en forme de croissant et ses oreilles, en forme de languettes rectangulaires, portent de grands ornements circulaires.
Beaucoup d'objets Lambayeque, notamment les masques portent divers types de décorations. Les yeux sont incrustés ou pourvus de « larmes » en lapis-lazuli, émeraudes ou en billes d'or. Les visages sont peints avec des zones de rouge, de vert ou de blanc, certains masques montrent encore des traces de plumes de couleurs ou peuvent avoir été ornés de panaches de plumes attachés au bord supérieur. Ces masques doivent  être considérés comme des œuvres d'art à facettes multiples et pas uniquement comme des objets d'or et d'argent.
La plupart des pièces Lambayeque moyen, conservées dans les musées et dans les collections, proviennent de riches tombes de Batán Grande. Le contenu de certaines d'entre elles a été catalogué par Paloma Carcedo Muro et Izumi Shimada (en) (1985). Une unique tombe de la plateforme de la Huaca El Corte, pillée dans les années 50, contenait plus de deux cents objets d'or et d'argent du plus pur style Lambayeque, dont cent soixante-seize étaient des gobelets. Une autre tombe, de la Huaca Menor à Batán Grande, contenait une sélection plus représentative d'objets: manteaux décorés de coquillage rouge (spondylus), de lapis-lazuli et de cinabre, sceptres de bois et propulseurs, au moins un vase-effigie noir, un collier de quartz, de grandes quantités de feuilles d'or et environ 500 kg d'outils de cuivre, y compris des piles de naipes (fines plaques de cuivre de forme et de poids uniformes, qui pourraient avoir servi de lingots-monnaies dans les transactions commerciales).
Des collections du Pérou conservent des cuirasses de métal, des ponchos tissés et des sacs d'étoffe cousus de tiques de métal et aussi des étendards, des gantelets, des litières en bois sculptées recouvertes d'or, des objets cérémoniels et des récipients pour manger et boire, un ensemble complet d'ornements ayant appartenu à un noble: une grande couronne ornée de quatre plumes d'or, une paire de boucles d'oreille terminés par un disque, un collier de perles sphériques et un pectoral décoré de figures humaines en repoussé, cordé d'une rangée de plaquettes pendantes.

##### Les techniques de Lambayeque
Les découvertes de Batán Grande démontrent que l'on ne peut séparer la métallurgie du cuivre de celle de l'argent et de l'or. Le cuivre était le matériau brut de base pour les outils mais il entrait également dans les alliages de bijouterie dont étaient faits les objets de prestige.
Dans la région de Lambayeque, Shimada et ses collègues ont étudié chaque aspect de la production en cuivre, depuis les mines jusqu'aux ateliers. Les minerais d'oxyde de cuivre extraits des mines locales étaient transportés vers des sites de fonte où ils étaient mélangés à des minerais de sulfure contenant de l'arsenic, provenant probablement des hauts-plateaux de Cajamarca, distants de 120 km.

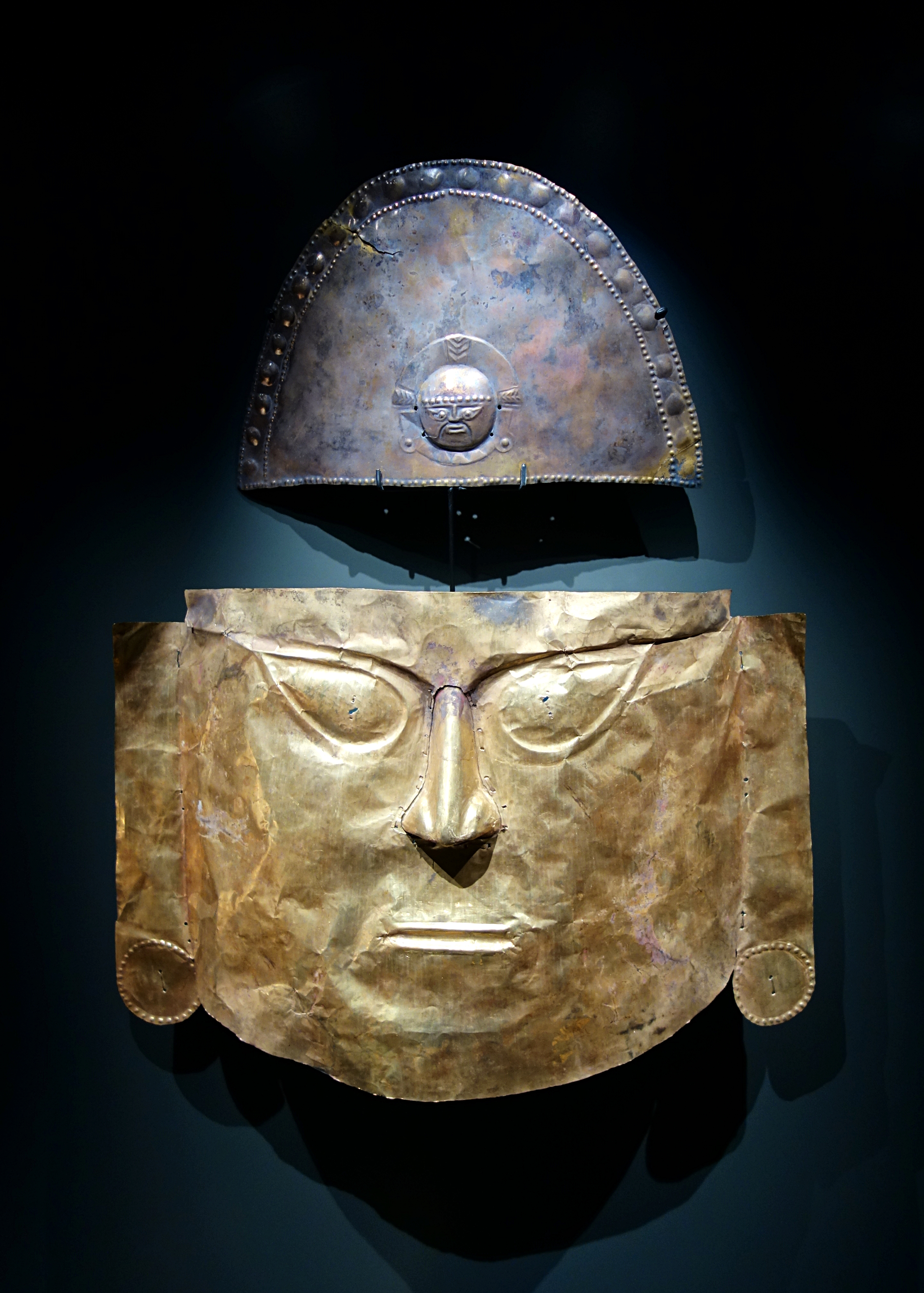
Masque et parure Sicàn.

Sur les sites de fonte comme Huaca del Pueblo, Batán Grande (Sicán moyen) et Cerro Huaringa (Sicán récent), les fouilleurs ont trouvé des ensembles de fourneaux et tous les déchets de fonte: fragments de scories, minerais et fondants, charbon et tubes en terre cuite (tuyères ou chalumeaux).
Les lingots obtenus contiennent une quantité d'arsenic variant de 2 à 6 % et parfois un peu plus. Cet alliage est le « bronze-arsenic » classique de la côte nord à la période pré-incaïque. Il était utilisé sur une petite échelle pour la bijouterie à l'époque mochica, mais au début de la période Lambayeque moyen, il devint le matériau de base pour les outils. La production atteignit de véritables niveaux industriels. Des fonderies, la plupart des lingots arrivaient aux ateliers des cités où le métal était directement utilisé pour l'outillage. Le reste était mélangé à l'or et à l'argent, pour le commerce de la bijouterie.
Les outils de bronze-arsenic de la côte nord (pour la plupart, à usage agricole) ont été étudiés. Martelage et recuit étaient utilisés pour faire des outils à emmancher comme des têtes de bâtons à fouir; d'autres objets, coulés dans des moules ouverts ou partiellement ouverts, parfois en employant la technique appelée « slush casting », laquelle permet d'obtenir une douille en insérant et en remuant une baguette pendant que le métal refroidit et se solidifie dans le moule. La production s'effectuait à échelle industrielle. De nombreux outils provenant des tombes de Batán Grande étaient de fabrication médiocre, c'est-à-dire inutilisés, et peuvent avoir représenté une réserve de richesse en métal plutôt que des outils pour le quotidien.
Durant la période se situant entre 1350 et 1450 le royaume de Chimor conquit ses voisins et connu son apogée. La vallée de Lambayeque fut complètement dévastée, les objets Lambayeque typiques cessèrent d'être fabriqués et le style Chimú vint à dominer la côte nord. Des milliers d'objets en métal présumés Chimús, existent dans toutes les collections du monde, mais une poignée de pièces seulement a été mise au jour par des archéologues. Les preuves sont vagues et les attributions, douteuses: les sites d'enterrement ont été bouleversées et peu d'entre eux peuvent être datés avec certitude.

#### L'artisanat Chimú
La civilisation Chimú fut une importante civilisation pendant plusieurs siècles, de 1000 à 1470, vraisemblablement issus de la culture Moche, dont la capitale était Chan Chan. Ils furent conquis par les Incas sous le règne de Tupac Yupanqui et intégré à l'empire de ce dernier.
L'artisanat Chimú est reconnu comme étant le meilleur dans la réalisation de bouchons d'oreille en feuilles de métal. Ces parures sont de longs cylindres terminés à l'avant par un disque. Sur les cylindres sont gravées des scènes miniatures qui peuvent égaler, a plus grande échelle, les vases Chimús et les frises architecturales comme des têtes aux nez crochus et aux coiffures à houppes, des figures humaines, des oiseaux, d'autres animaux, et des pêcheurs leurs bateaux en roseaux. Le disque frontal représente l'image Chimú la plus commune, celle d'un personnage humain ou divin aux yeux en amande, portant une coiffure en forme de croissant et parfois flanqué de serviteurs ou transporté en litière. Cette représentation est omniprésente dans l'art Chimú et se retrouve aussi sur les objets en céramique, en bois et en textile.

Bouchons d'oreilles - Art Chimú.
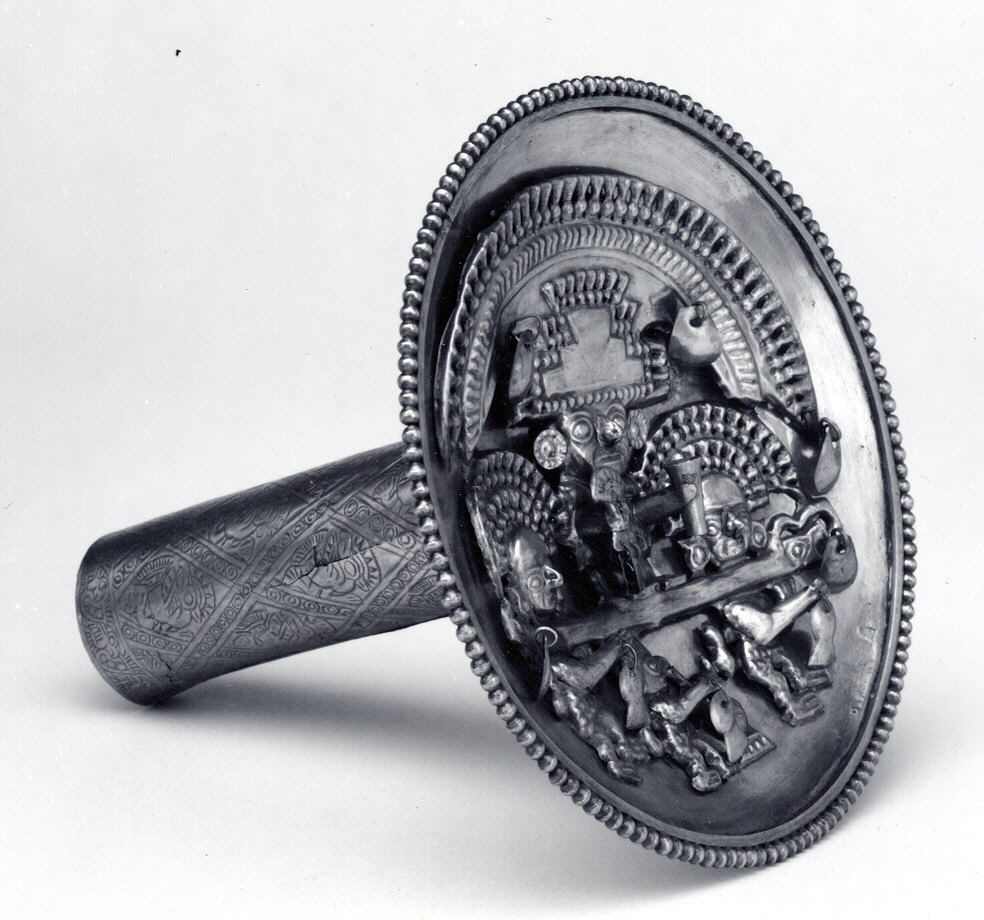
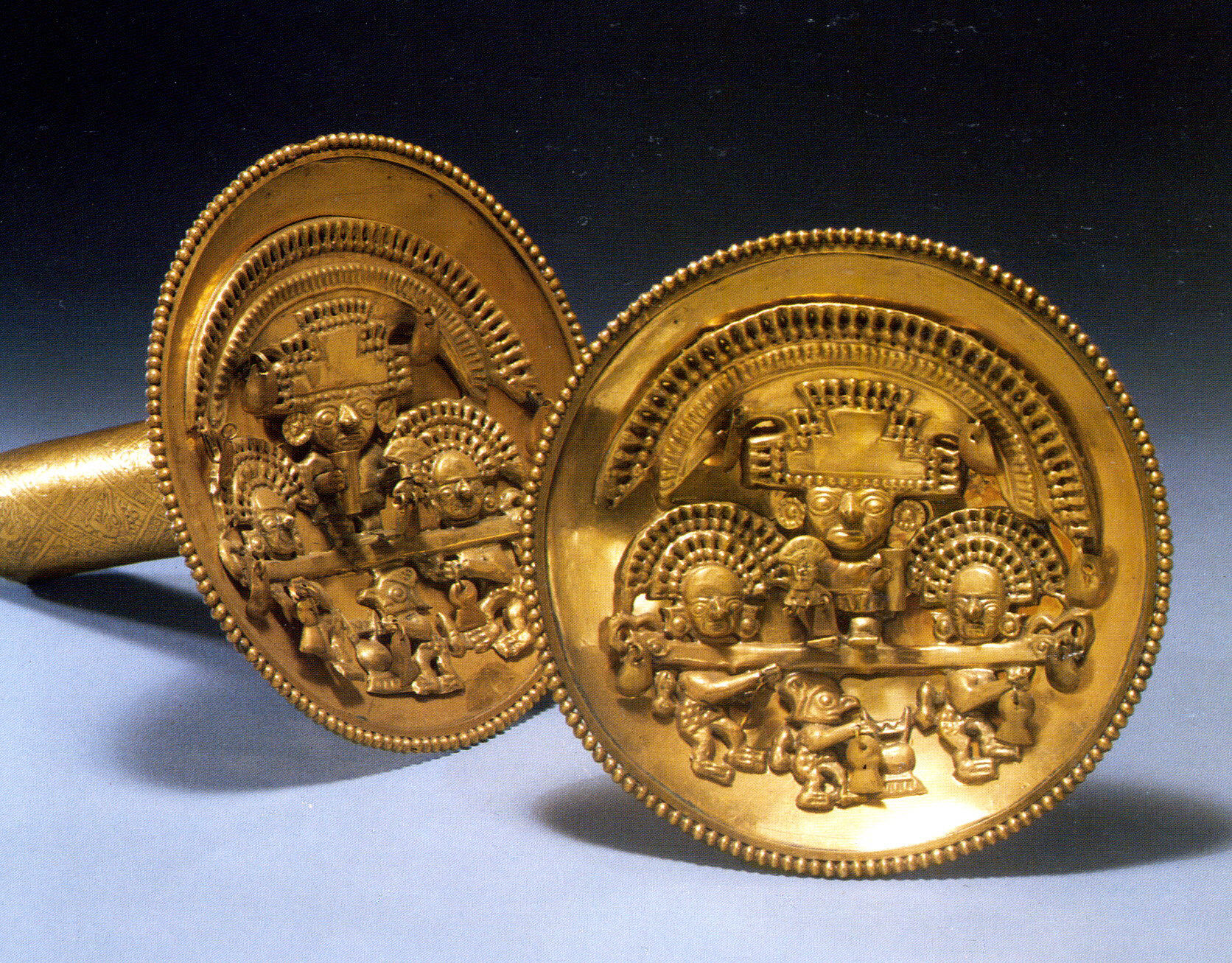
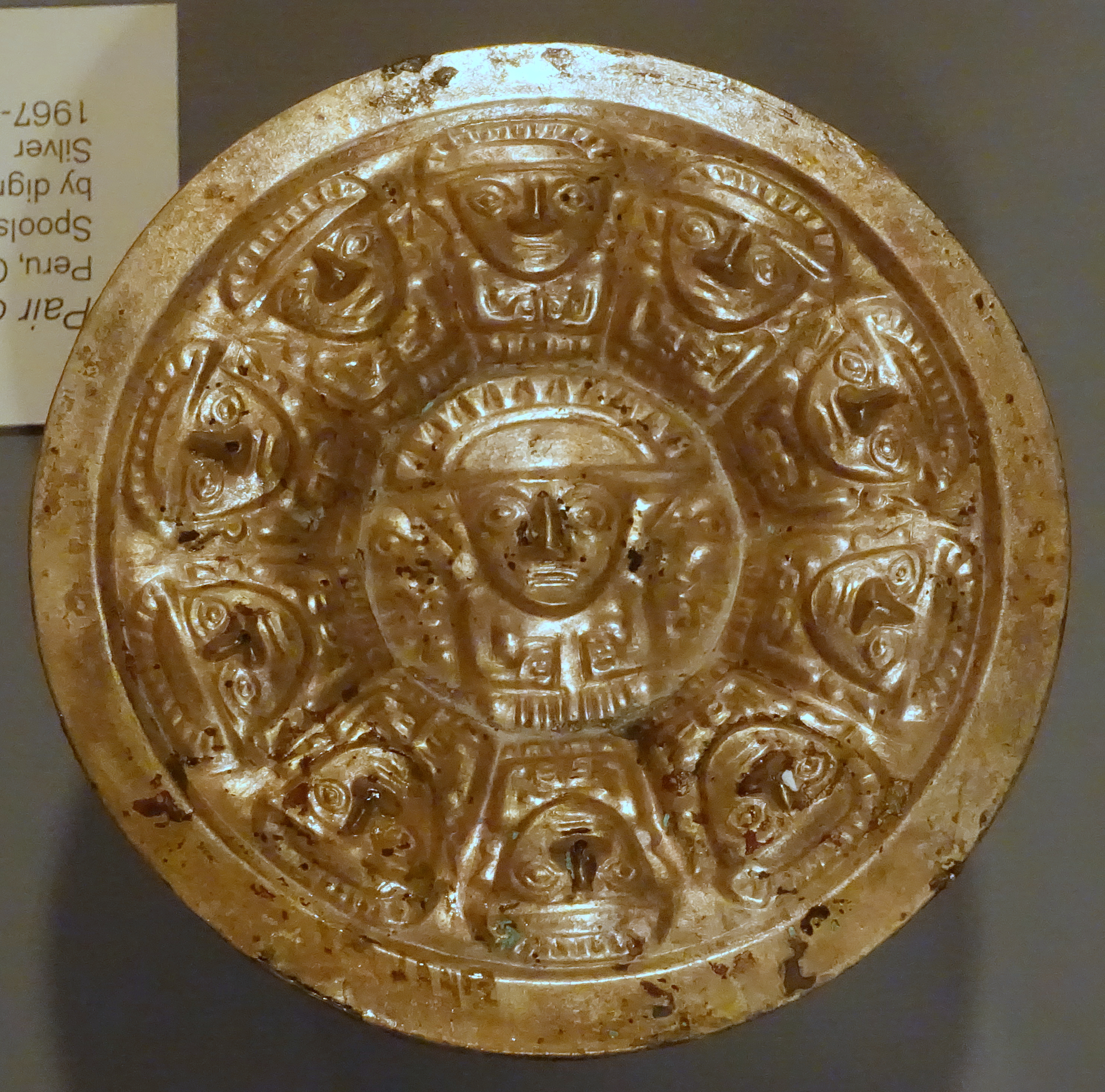
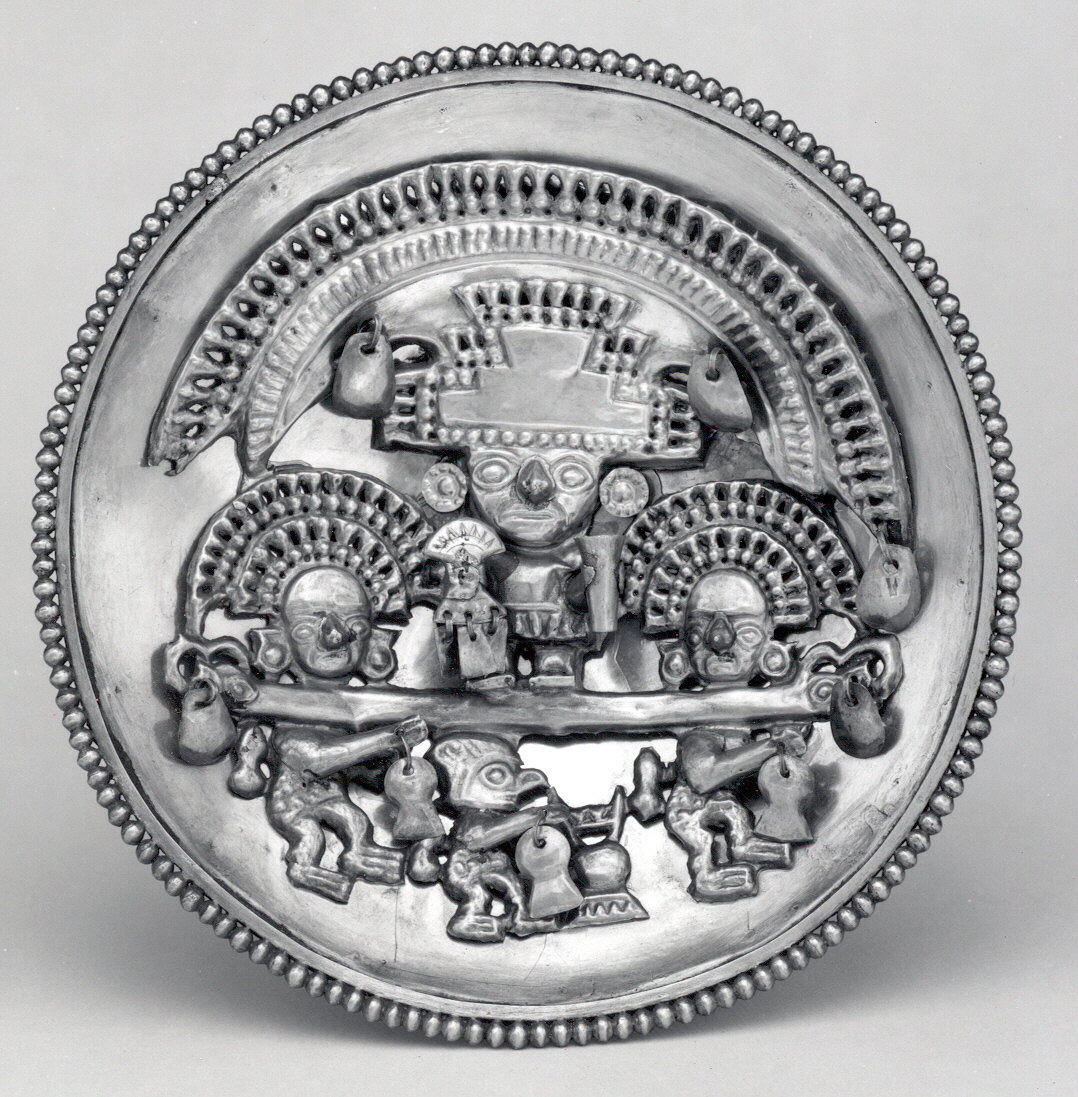

Dans le travail du métal, le Seigneur Chimú apparaît sur toutes sortes d'objets. Parfois l'image est en relief repoussé mais, fréquemment, elle est construite à partir d'éléments séparés, découpés dans une feuille de métal, puis agrafés et soudés ensemble. Le corps était fabriqué en premier lieu, avec les membres, les pieds et les mains. La figure était déjà partiellement en ronde-bosse: le visage est courbe, les pieds projetés vers l'avant, les bras sont libres. Le poncho et la coiffure étaient alors ajoutés; des objets étaient placés dans les mains et un masque mobile pouvait couvrir le visage; des figures secondaires pouvaient venir s'ajouter à la composition.
Ces pièces Chimús illustrent les relations entre les techniques de fabrication et les valeurs esthétiques. Hors du Pérou, un objet en trois dimensions, comme le Seigneur Chimú, aurait été fondu en une seule pièce. Pour un œil européen, habitué à un modelage réaliste (facile à obtenir par fonte), une figure Chimú semble grossière et « irréelle », comme un découpage d'enfant et cependant, la figure Chimú possède une logique qui lui est propre. La technique des plans - avant-plan et arrière-plan - donne une sensation de profondeur, de chevauchement dans l'espace des figurines, de hautes lumières et d'ombre. Ces effets esthétiques sont complètement différents de ceux des objets coulés. De plus, il existe plusieurs sortes de « réalisme ».
Parce que la figurine Chimú est assemblée, plutôt que fabriquée d'une seule pièce, le Seigneur Chimú peut-être habillé, comme une poupée ou une personne réelle avec tous ses vêtements et, ensuite, être « mise en scène », exactement comme un cadavre est habillé pour l'enterrement ou un dignitaire, revêtu de ses attributs pour une procession. C'est aussi du « réalisme » mais à la manière particulière des Péruviens.

### Métallurgie de l'empire inca
L'expansion de l'état inca - né au début du XIIIe siècle dans le bassin de Cuzco - entraîna de grands bouleversements. Pour la première fois, tous les pays de la côte du Pacifique et des Andes, depuis l'Argentine et le Chili, au sud, jusqu'à l'Équateur, au nord, étaient réunis sous le contrôle d'un seul gouvernement et participaient a un unique système économique.

#### Les techniques des incas
Ce contrôle s'étendait jusqu'aux gisements d'étain de Bolivie et l'étain métallique du sud du lac Titicaca était transporté à travers tout l'empire pour servir d'alliage au cuivre produit localement. Sous ce nouveau système économique, le bronze-étain remplaça les anciens cuivres arsenicaux du nord, et certaines formes standardisées (par exemple, les massues en forme d'étoile, les haches à tenons latéraux (pour leur fixation à un manche à l'aide de liens) s'étendirent à tout le territoire. La technique de la coulée regagna en popularité, spécialement pour les figurines et les poignées de tumis.
De même les incrustations de métal sur métal furent une innovation inca. Des animaux, des figures humaines, des tumis et des haches votives étaient coulés en alliage ou en cuivre, avec des creux ou des rainures dans lesquelles les incrustations devaient prendre place. Ensuite, des bandes d'un autre métal étaient coupées selon la forme désirée et martelées ou collées à l'emplacement prévu. Parfois, une pâte colorée était utilisée à la place du métal pour remplir les creux. Des gobelets en bois étaient occasionnellement incrustés de plomb.

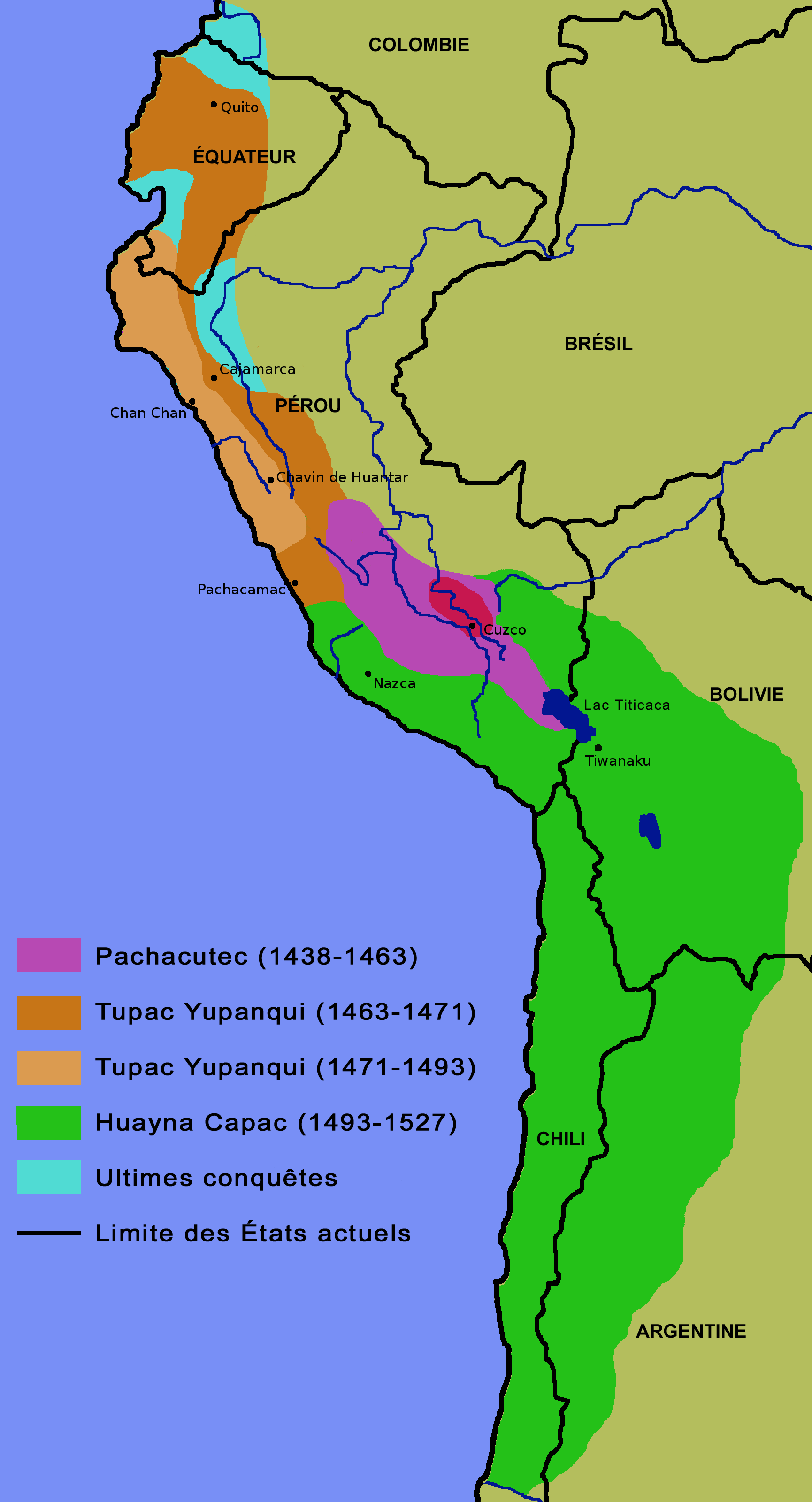
L'empire inca.

L'une des collections illustrant le mieux le travail du métal chez les Incas provient des fouilles menées à Machu Picchu par Hiram Bingham, en 1911-1912. Cette ville était le centre d'une possession royale appartenant au souverain inca et certains de ses habitants étaient des métallurgistes. Les découvertes comprennent du métal brut (du cuivre et de l'étain), des outils lourds (haches, burins, tumis, bolas, plombs) et une large variété d'objets personnels: épingles de manteau, tumis, pinces à épiler, aiguilles à coudre, ornements d'oreilles, bracelets, bagues, et un collier. L'alliage le plus répandu était le bronze-étain, mais plusieurs objets étaient faits d'un alliage d'argent et de cuivre et une seule spatule avait une tête décorative faite en bronze-bismuth. Les objets en feuilles de métal étaient étonnamment rares et la plupart des pièces de la collection étaient soit coulées, soit forgées.
Les découvertes de Machu Picchu consistent en objets à usage quotidien, appartenant à des citadins incas qui n'étaient pas assez importants pour posséder des objets en or et en argent. Les métaux précieux étaient réservés pour l'usage du souverain de Cuzco ainsi que pour les nobles auxquels ce privilège était expressément garanti (comme l'officiel local dont Uhle fouilla la tombe dans la vallée de Ica).
Tout l'or était pris par le gouvernement qui envoyait des inspecteurs dans les sites miniers et le métal brut était remis à des artisans subsidiés qui travaillaient pour l'Inca lui-même ou pour la clientèle noble.
L'écrivain métis Garcilaso de la Vega notait en 1609 que, lorsque les dirigeants locaux (curacas) visitaient l'Inca suprême, ils devaient lui amener des « hommes spécialisés dans tous ces arts... dignes de servir leur roi ». L'état aussi déplaçait des artisans d'une région à l'autre, transplantant des orfèvres Chimús à Cuzco et des forgerons de Ica à Cochabamba, en Bolivie.
Les estimations coloniales des mines et des ateliers incas sont résumées dans un article de William C. Root publié en 1949. La description la plus complète des pratiques annales nous vient de Garcilaso :

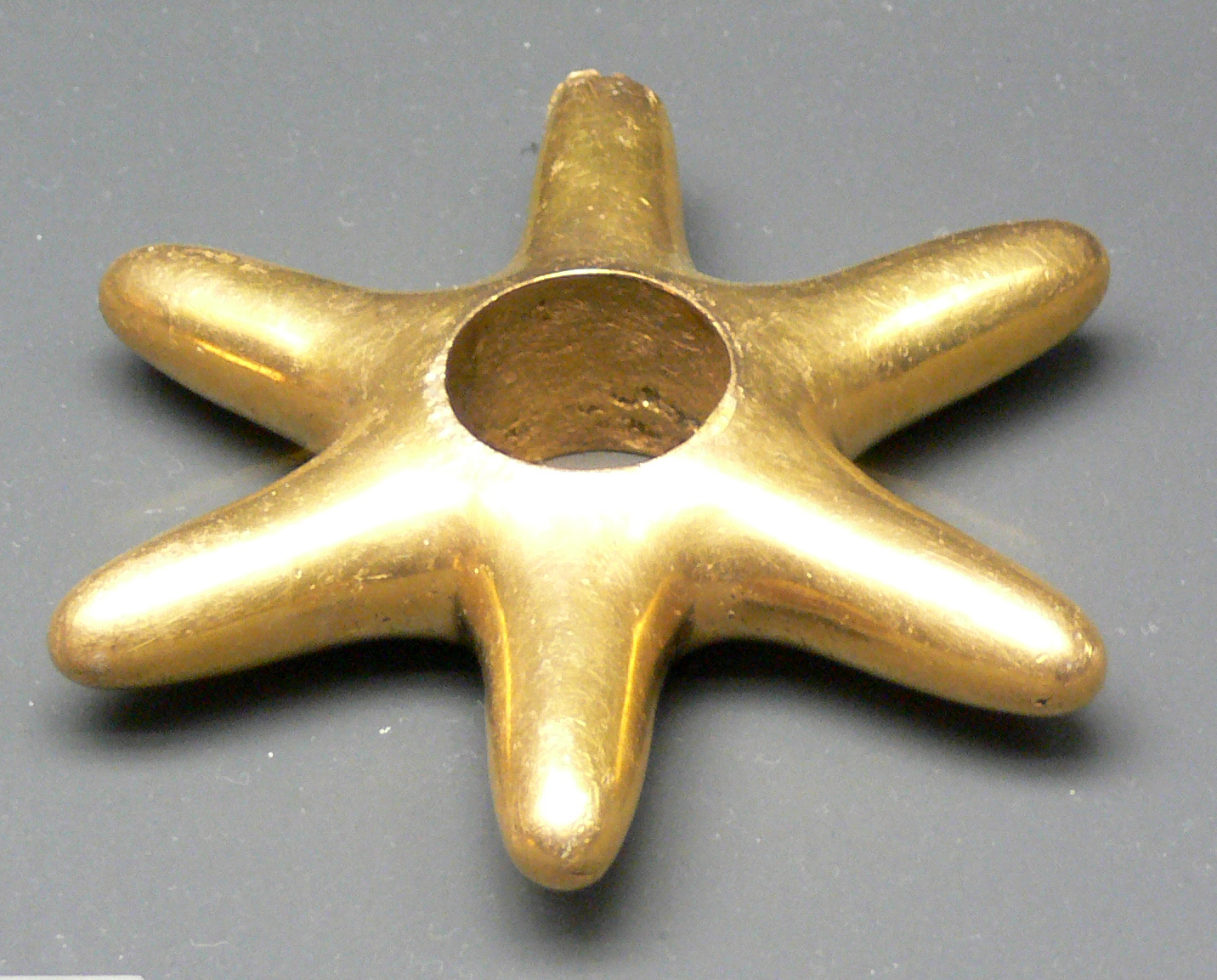
Tête de massue en forme d'étoile - Art inca.

« Ils utilisaient des pierres très dures, de couleur entre le vert et le jaune, en guise d'enclumes... et ils ne pouvaient pas faire des marteaux avec des manches en bois. Mais ils travaillaient avec certains instruments en cuivre et laiton mélangés. Ces outils avaient la forme de dés aux coins arrondis. Certains étaient si grands que la main avait peine à les tenir, d'autres étaient de taille moyenne, ou petits, ou encore, allongés pour pouvoir marteler sur une surface concave. Ils tenaient ces marteaux dans les mains pour frapper, comme si c'étaient des cailloux. Ils n'avaient pas de lime ou d'outil pour graver et n'avaient pas inventé l'art de faire des soufflets pour activer les fourneaux. Ils soufflaient au moyen de tubes en cuivre... Il y en avait jusqu'à huit, dix ou douze fonctionnant ensemble, suivant les besoins du fourneau ; et ils marchaient autour du feu en soufflant dans les tubes...Ils n'avaient pas de pincette pour retirer le métal du feu, mais ils le faisaient à l'aide de baguettes de bois ou de cuivre... Ils découvrirent aussi, en dépit de leur simplicité, que la fumée de certains métaux était nocive pour la santé, et, par conséquent, ils installèrent leurs fonderies en plein air, dans les cours et jamais sous un toit. »

#### L'or, l'argent et le pouvoir
L'or et l'argent et leurs alliages étaient presque exclusivement utilisés pour les articles de luxe et les objets cérémoniels: coupes et récipients, épingles et bijoux, sequins et breloques à coudre sur les vêtements, et aussi des petites scènes de genre avec des personnages portant des jarres de chicha, gardant des lamas ou jouant de la musique.
De manière assez habituelle pour le Pérou, ces figurines miniatures étaient coulées en métal plein, plutôt que faites de feuilles de métal assemblées, et elles étaient réalisées à l'aide de moules à pièces multiples. Par exemple, une minuscule figurine masculine en argent, tenant un panier d'épis de maïs, montre encore des arêtes de métal qui se sont formées aux jointures des différents segments du moule; ce qui semble indiquer que le moule était composé de dix-neuf pièces séparées.
L'or et l'argent étaient intimement liés au pouvoir et au rang dans le monde inca, et le souverain distribuait  des objets d'or et d'argent aux membres de la noblesse en reconnaissance de services militaires ou administratifs rendus à l'état. Parce que les métaux précieux étaient un monopole d'état, les canons esthétiques et les motifs étaient largement dictés par les corps politiques et religieux qui commanditaient le travail et contrôlaient sa distribution. Il en est résulté ce que Michael E. Moseley (en) a appelé un « style de corporation », associé à une idéologie politique et religieuse particulière. L'aristocratie inca se proclamait de la descendance divine du soleil et l'Inca était durant sa vie semi-divine, le représentant du soleil sur terre. Cette origine spéciale donnait à l'état inca le droit divin de conquérir et de civiliser les petits peuples de moindre importance. En réservant l'or - « la sueur du soleil » - et l'argent, - les « larmes de la lune » - pour son propre usage, l'empereur imposait les droits et les statuts de la classe dirigeante. Cette idéologie politique était destinée à la fois à séparer l'aristocratie inca de la masse populaire et à perpétuer l'image des Incas comme un peuple élu.

#### Cuzco, centre de l'empire
Étant donné les relations entre l'état inca et ses divinités, il était prévisible que l'or et l'argent devaient se trouver en abondance dans les temples et les autels. Pedro Cieza de León (1520-1554) déclare que « dans toutes les capitales de province, les rois avaient des temples du soleil, et des maisons avec de grands entrepôts d'orfèvrerie, avec des gens dont l'unique tâche était de travailler à la fabrication de riches pièces en or et de grandes barres d'argent. »
À Cuzco, le Coricancha ou « temple du Soleil » ou encore « enclos des dieux »[réf. nécessaire], où Viracocha et les corps célestes étaient adorés, comportait une frise en feuilles d'or, large d'environ un mètre, courant le long des murs intérieur et extérieur, et les portails étaient couverts de plaques d'or. Dans le patio central on trouvait une fontaine revêtue d'or, entourée d'un jardin de plants de maïs en feuilles d'or, avec plus de vingt lamas d'or, grandeur nature, gardés par des bergers en or. À l'intérieur des différents sanctuaires du Coricancha, on pouvait voir des images du soleil et de la lune, ainsi que les momies des souverains décédés, assis sur des sièges d'or placés sur des dalles d'or. Comme le chroniqueur Huaman Poma le décrit, « quiconque entrait dans ce flamboiement d'or, apparaissait comme un cadavre car ses traits prenaient la couleur du métal ».

Exemples de la métallurgie et de l'orfèvrerie inca.
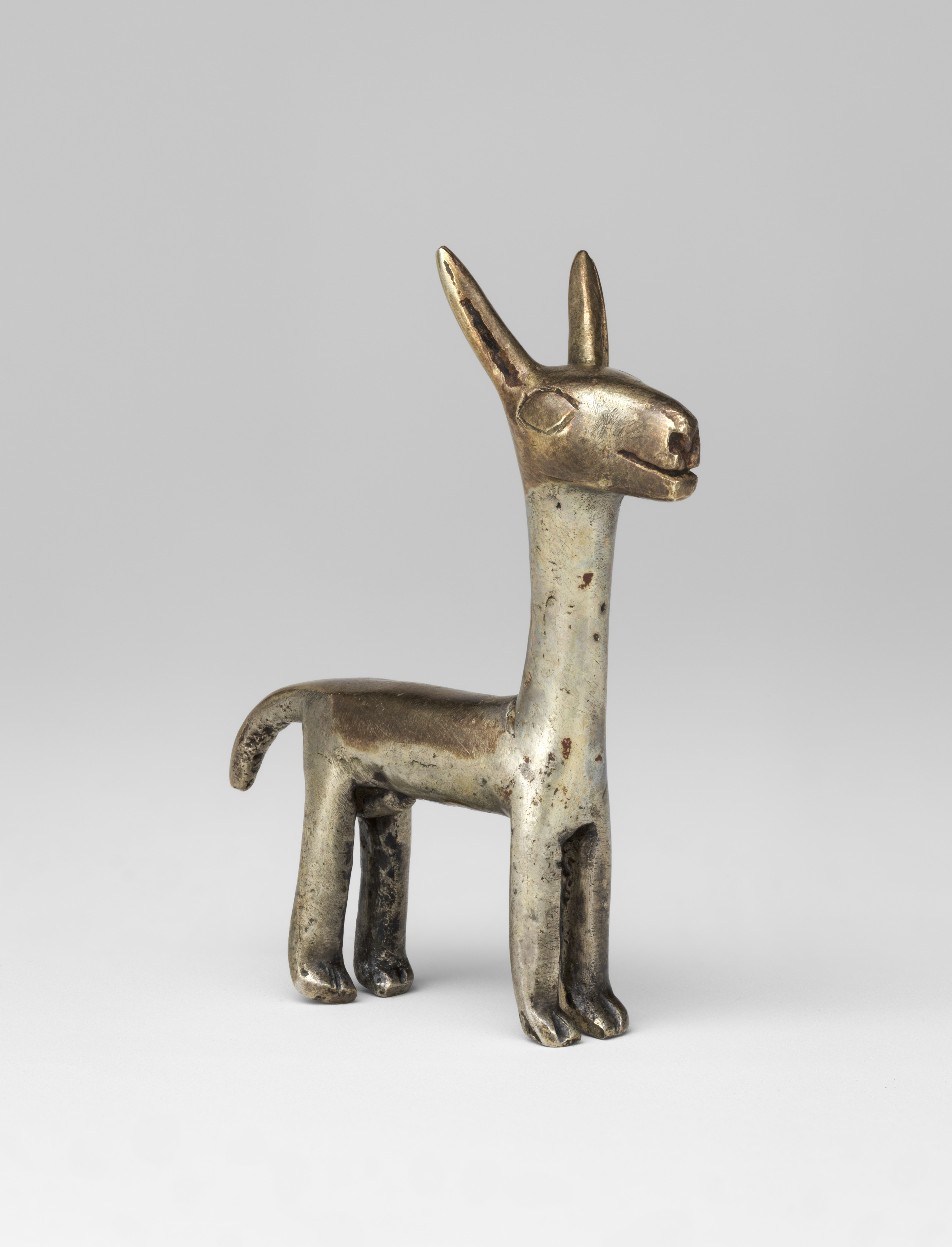
Camélidé.
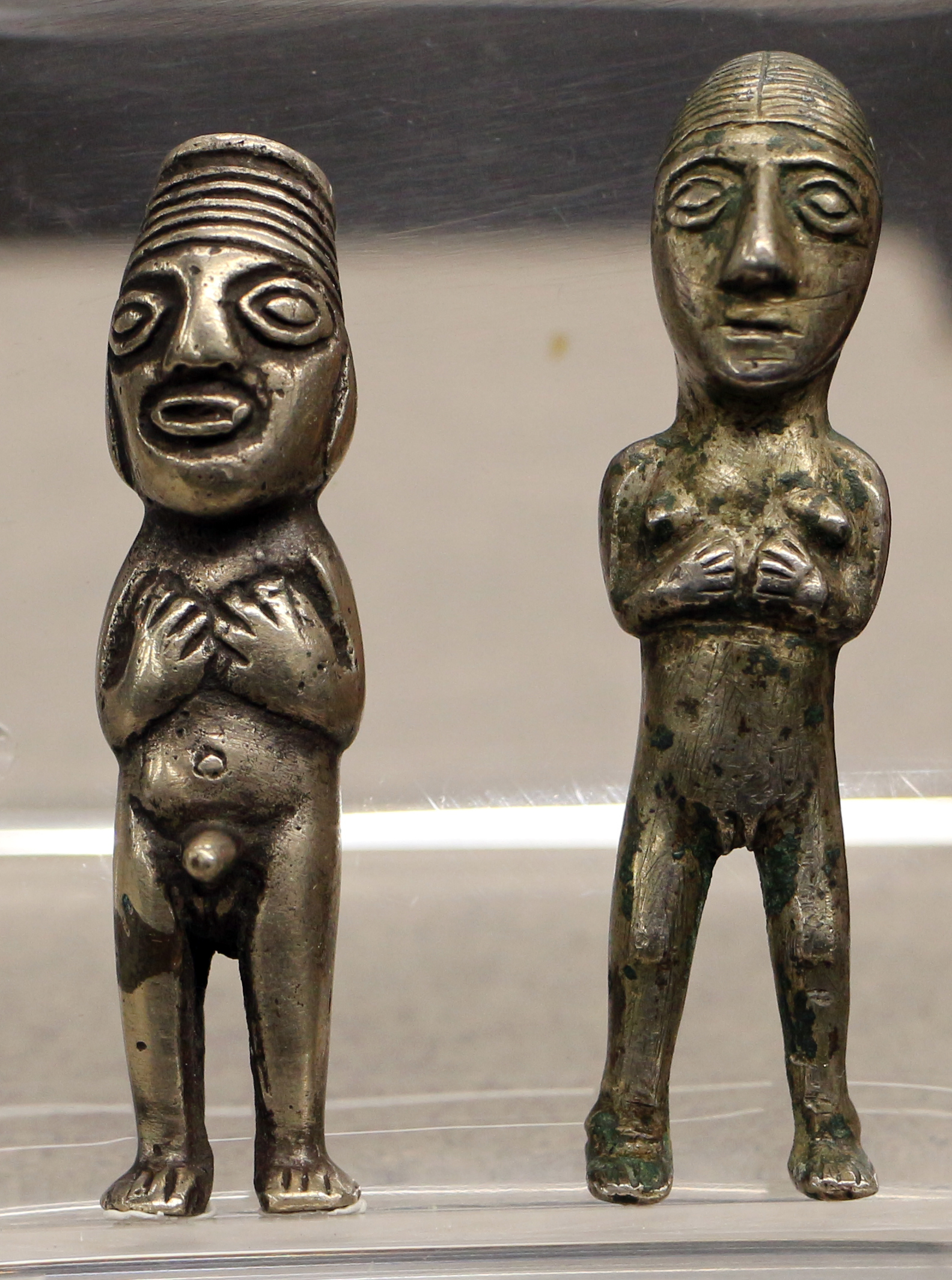
Homme et femme - Statuette en métal.
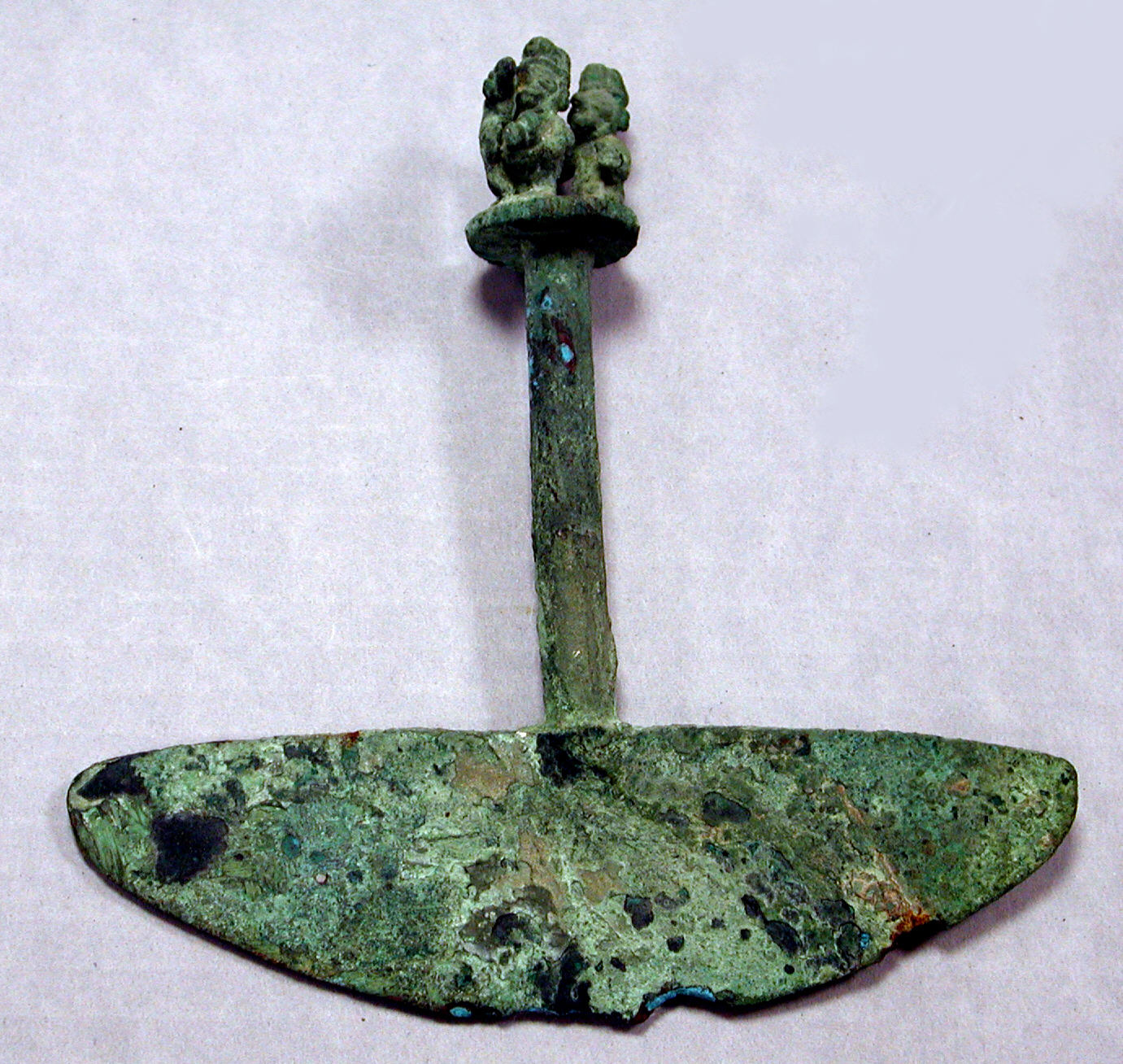
Tumi en cuivre.
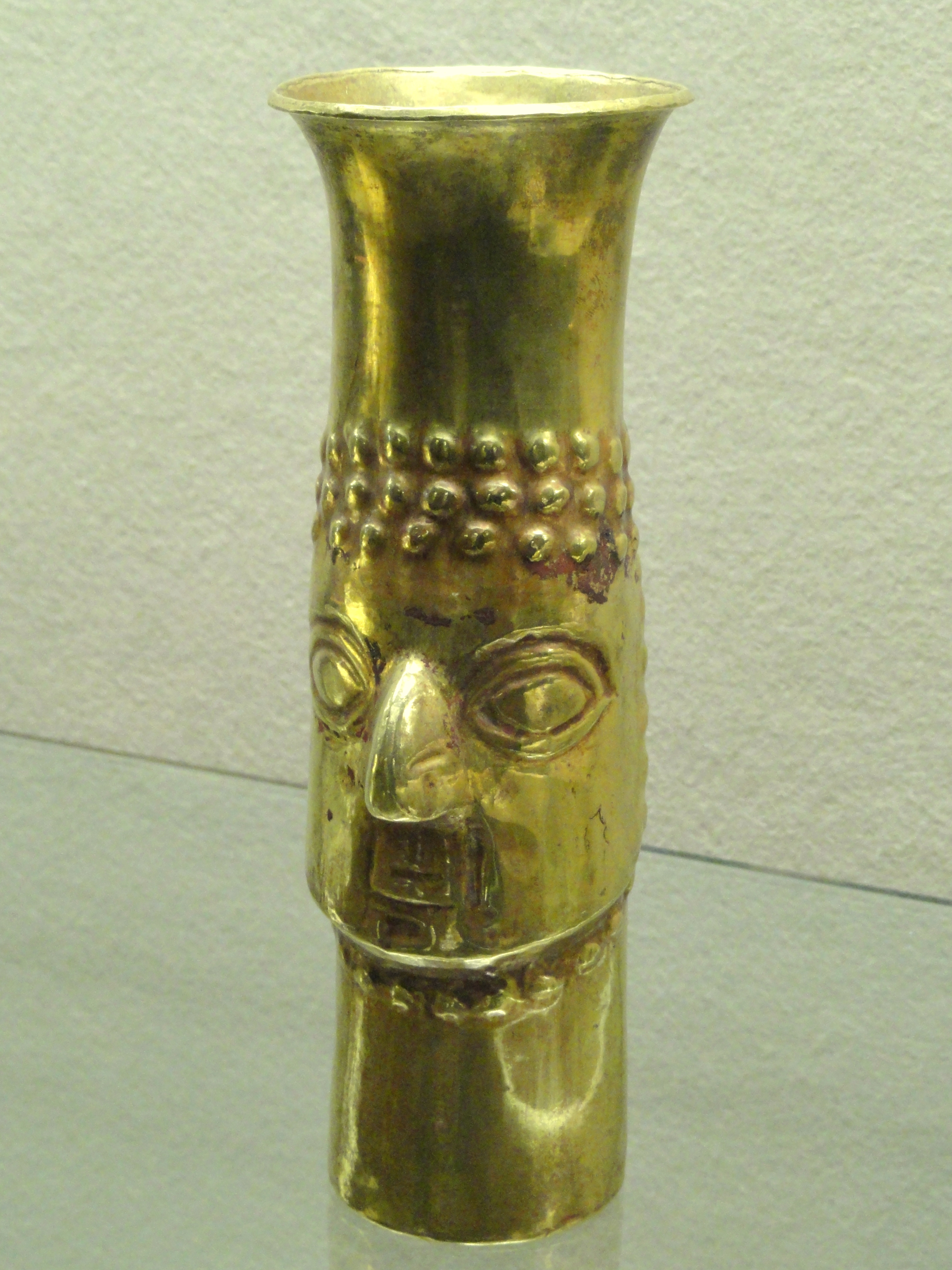
Vase en or.
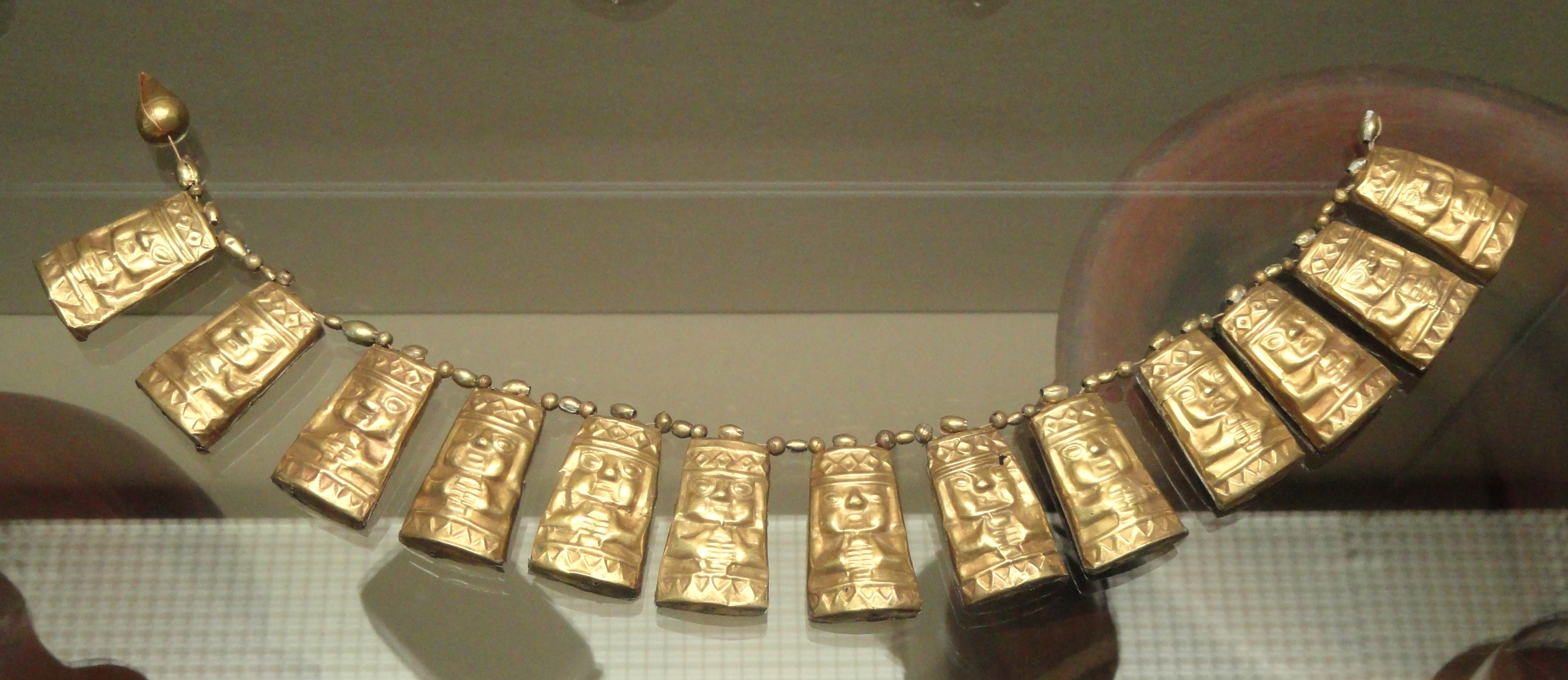
Collier en or.

A l'autre extrémité de l'échelle des miniatures, parmi les objets incas les plus typiques, figurent les petites figurines en or et en argent représentant des êtres humains et des lamas. Certaines sont massives mais la plupart sont en feuilles martelées et assemblées à partir d'éléments séparés. Une figurine représentant un lama appartenant au Musée ethnologique de Berlin, est constituée de treize éléments préformés. Les figurines humaines, masculines et féminines, étaient assemblées de la même façon et ensuite revêtues d'un habillement miniature comprenant des mantes (et le tupu pour les attacher), des coiffures de plumes et de petits sacs à coca.
Les chroniques espagnoles signalent que ces figurines étaient utilisées lors des sacrifices de capacocha, qui se déroulaient durant la célébration du solstice d'hiver, à la mort d'un souverain inca (ou à l'anniversaire de sa mort) et lors du couronnement d'un nouvel Inca. En de nombreux endroits de l'empire, des couples de jeunes enfants, un de chaque sexe, étaient enterrés vivants, habillés de leurs plus beaux vêtements et accompagnés de biens domestiques, de vaisselle d'or et d'argent, de spondyles colorés et autres objets précieux.
Au sommet du Cerro El Plomo, au nord du Chili, un sacrifice d'enfant inca de ce type a été découvert, - delà de la limite des neiges éternelles, et les offrandes comprenaient des figurines d'hommes et de lamas en métaux précieux et des coquillages de spondyles. Des vestiges d'offrandes de capacocha similaires ont été trouvés sur plusieurs pics volcaniques, à la frontière sud de l'empire et, à la limite nord du territoire inca, sur l'île de la Plata, au large des côtes de l'Équateur. Des figurines sont signalées provenant des principaux sanctuaires impériaux, comme l'île du Soleil sur le lac Titicaca, Pachacamac sur la côte centrale et le Coricancha même à Cuzco.

#### Le pillage espagnol

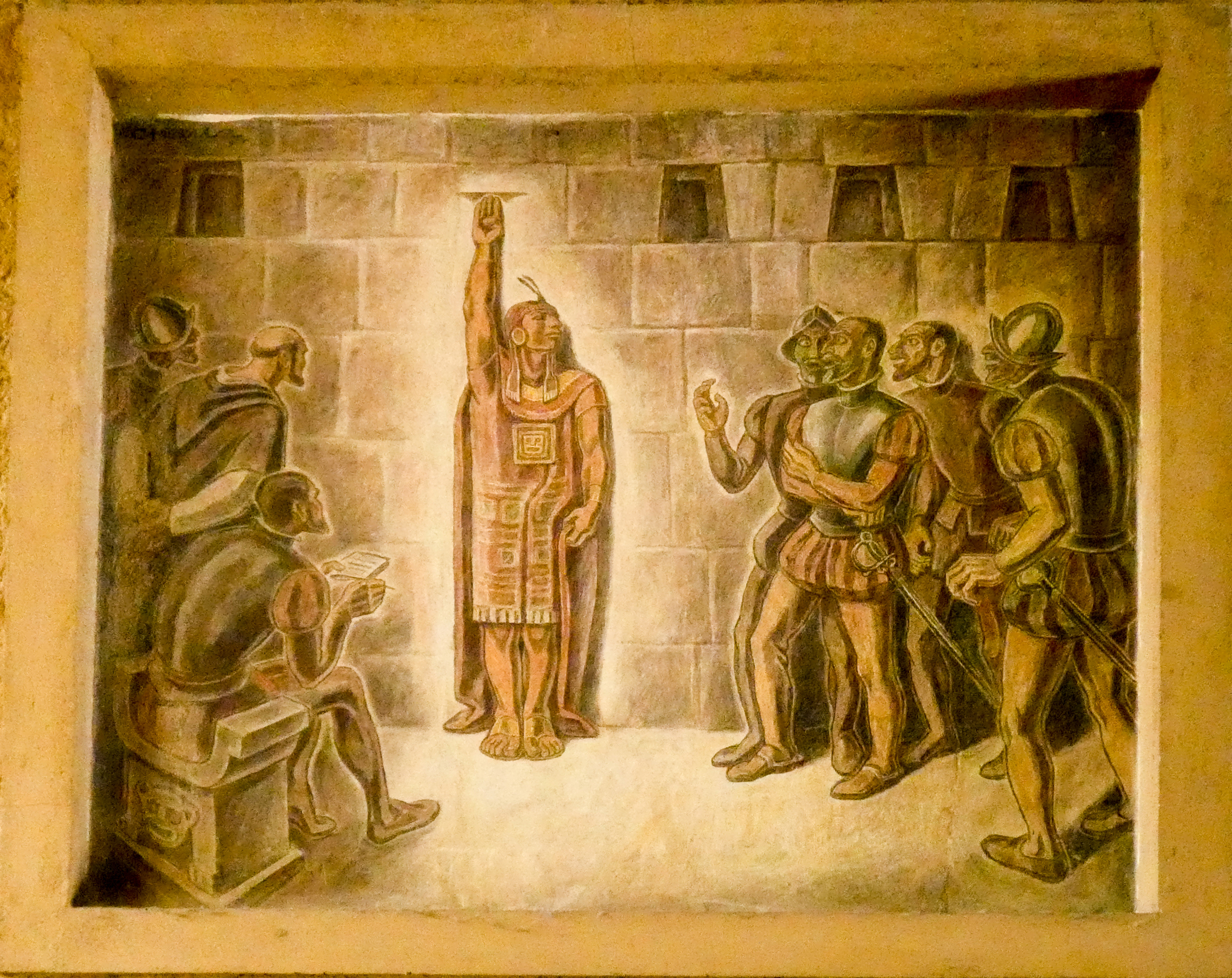
Atahualpa négocie sa rançon avec les conquistadors. Tableau exposé au Cuarto del Rescate (maison de la rançon) - Cajamarca - Pérou.

À l'époque du contact avec les Européens, la quantité de métal précieux dans l'empire inca était impressionnante. Cieza de León, écrivant entre 1532 et 1550, estimait que la production annuelle des mines équivalait à plus de 190 tonnes d'or et 635 tonnes d'argent.
En additionnant les objets rassemblés pour la rançon de Atahualpa et les produits du pillage de Cuzco, on a calculé que les Espagnols avaient récolté plus de 61 tonnes d'argent et 8 tonnes d'or pendant la conquête du Pérou.
La fonte de la rançon seule occupa neuf fourneaux, brûlant jour et nuit, pendant quatre mois. Le butin a été estimé à plus de 150 m3 d'objets divers, soit  6 tonnes d'or et presque 12 tonnes d'argent.
Les gigantesques images du soleil et de la lune, les personnages grandeur nature, les plaques d'or provenant des murs du Coricancha, le temple du soleil à Cuzco, ont à jamais disparu et leur perte pour l'archéologie est incalculable.